# 豐田Alphard
豐田Alphard（英語：Toyota Alphard，日语： Arufādo）是日本汽車製造商豐田自2002年開始生產的豪華多功能休旅車。是一輛配備汽油和电机引擎的七～八人座混合动力汽車。车名“Alphard”来自于长蛇座的恒星“星宿一”。
Alphard作为丰田的豪華多功能休旅車銷售，目前在日本國、俄國、中東地區、東亞地區及東南亞地區均有销售。

## 分支
自2008年开始发行的第二代埃尔法起，豐田埃尔法开始发行大分支车型豐田威尔法。
相较于埃尔法，丰田威尔法更具現代感和運動感，其英文名称“Vellfire”源自“天鵝絨”和“火”，以強調車輛的“平滑”和“熱情”特性。兩種型號名稱的前後飾板都相似，但是格柵設計，前燈和尾燈不同。完整版本的Alphard混合動力MPV符合超低排放車輛（ULEV）的要求，其排放水平比日本政府於2000年訂立的上限低75％。此外埃尔法還設有“Executive Lounge”和“Royal Lounge”款式。
2020年，基于该车而来的第二大分支车型雷克萨斯LM开始发行。

## 第一代（AH10，2002年-2008年)
第一代埃尔法于2002年5月推出 ，其竞争对手为日產君爵和本田艾力绅。不久之後，埃尔法成為了豐田在日本最暢銷的MPV。
2005年和2007年，第一代埃尔法两次改款，新增了新的尾燈設計，並使用了16或17寸的鋁合金輪轂，更可选混合動力版本。2007年的改款中可选丰田G-BOOK車載資訊服務（仅限日本本土车型）。第一代埃尔法還是日本市場上第一款採用激光制導巡航定速的MPV，作为V6引擎款式的可选配件；此外在2006年，埃尔法更推出了顶级车型“Royal Lounge Alphard”。 但只在丰田在日本的“Toyota商店”发行。
法国艺人让·雷諾成為该车在日本的广告代言人。
| 型號名稱 | 引擎              | 備注     |
| -------- | ----------------- | -------- |
| ANH10    | 2.4升直列四缸引擎 | 前轮驱动 |
| ANH15    | 2.4升直列四缸引擎 | 四轮驱动 |
| ATH10    | 2.4升直列四缸引擎 | 混合动力 |
| MNH10    | 3.0升V6引擎       | 前轮驱动 |
| MNH15    | 3.0升V6引擎       | 四轮驱动 |

### 圖集

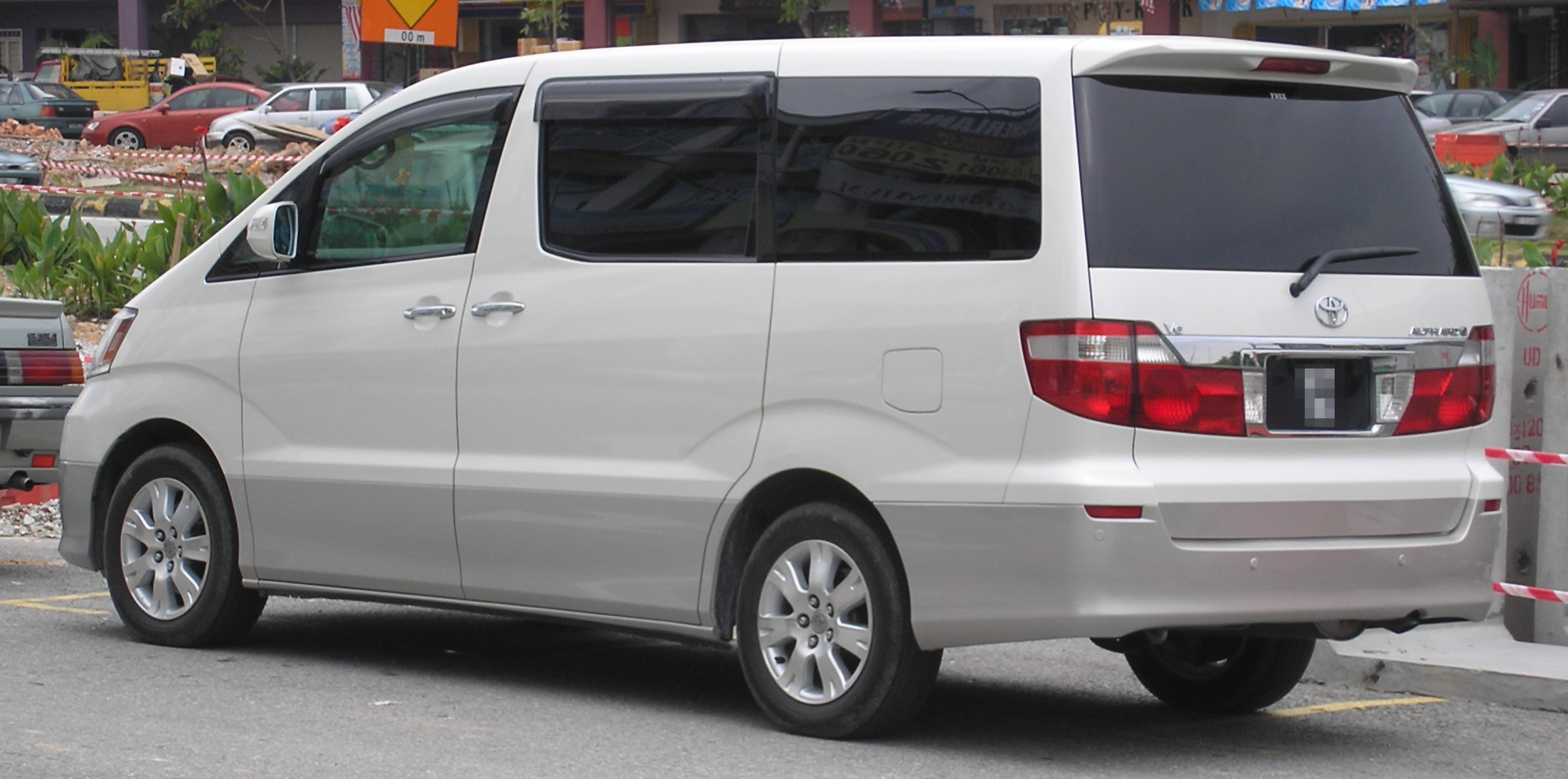
V MZ车型（后）
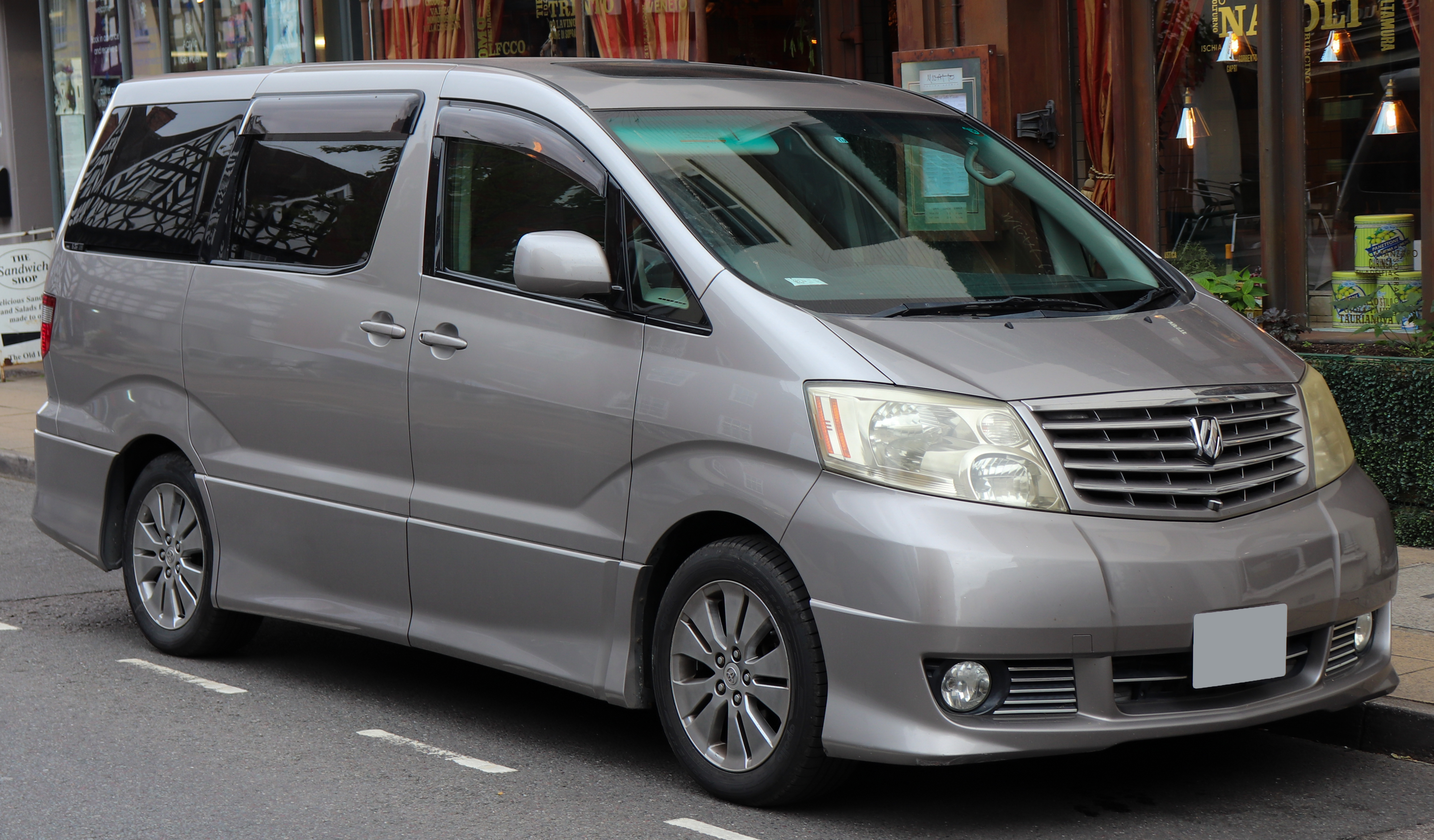
V AS车型（前）
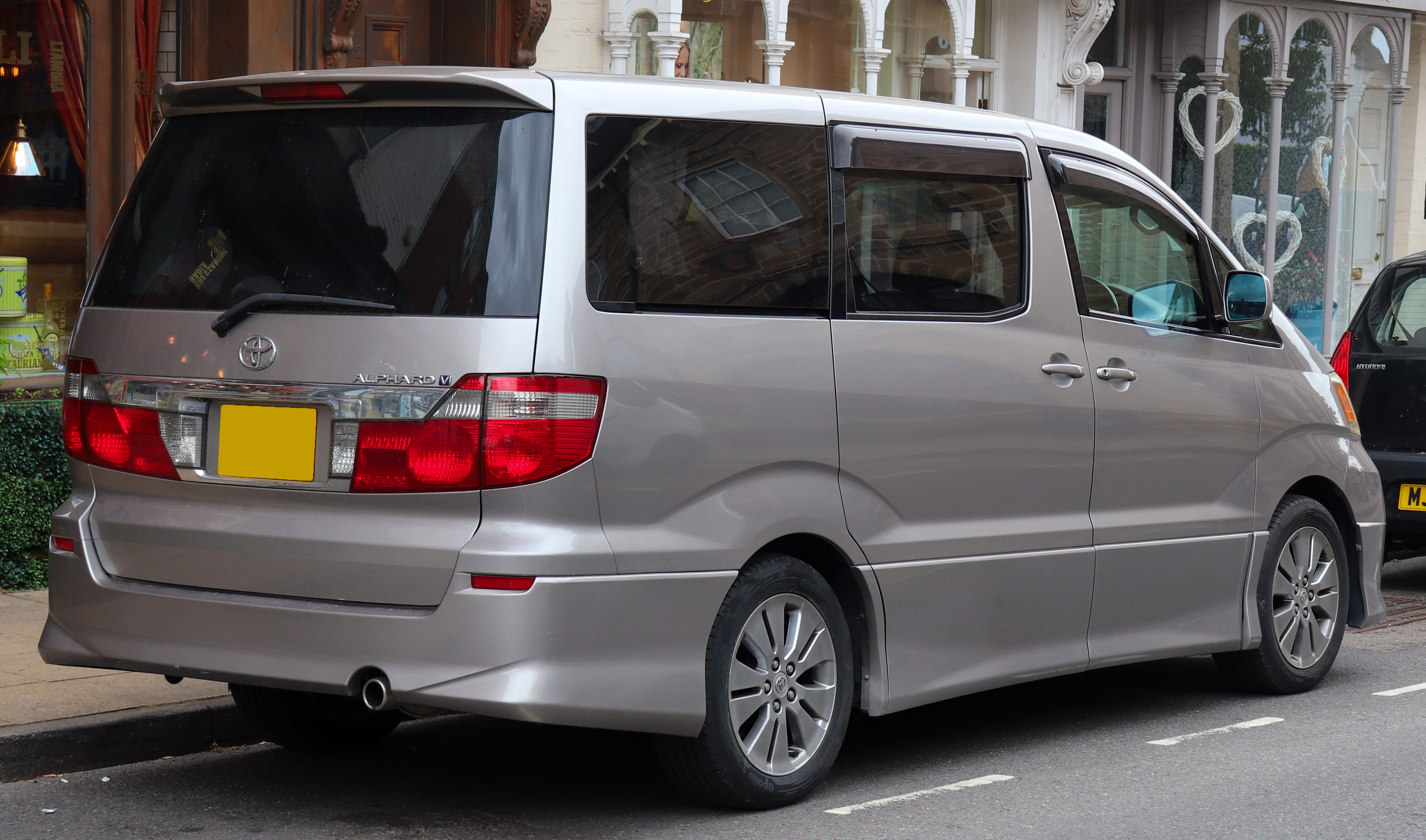
V AS车型（后）
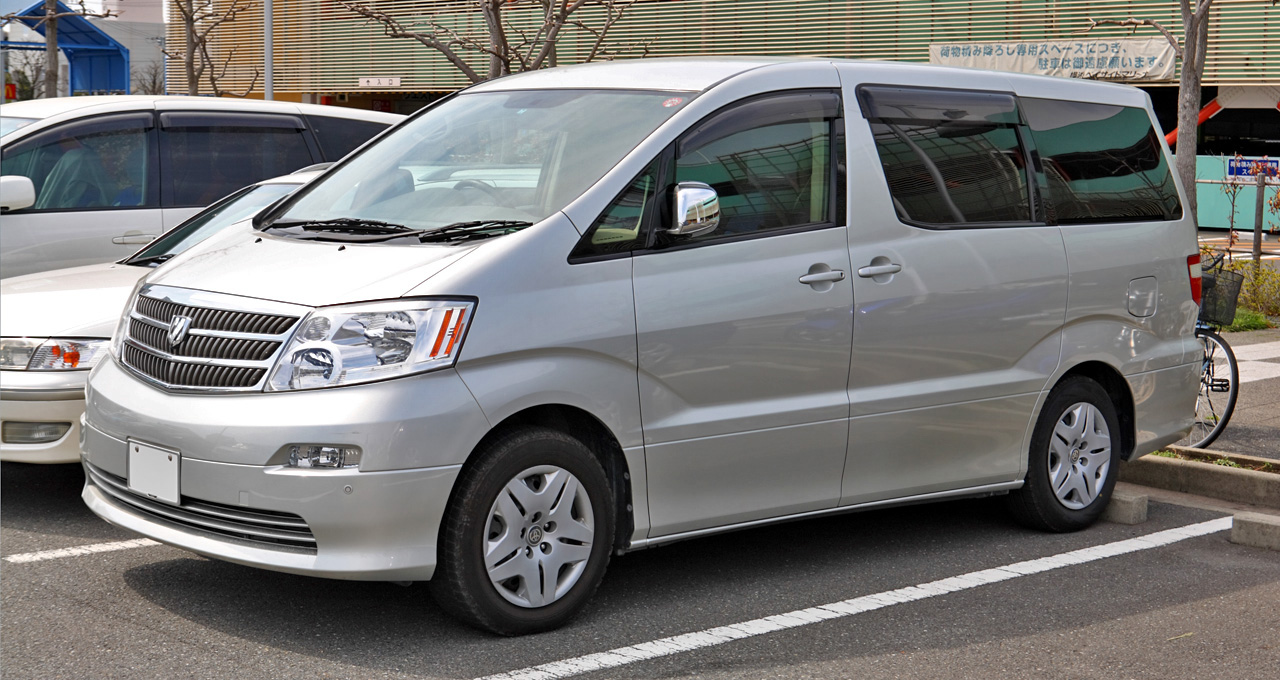
G AX车型
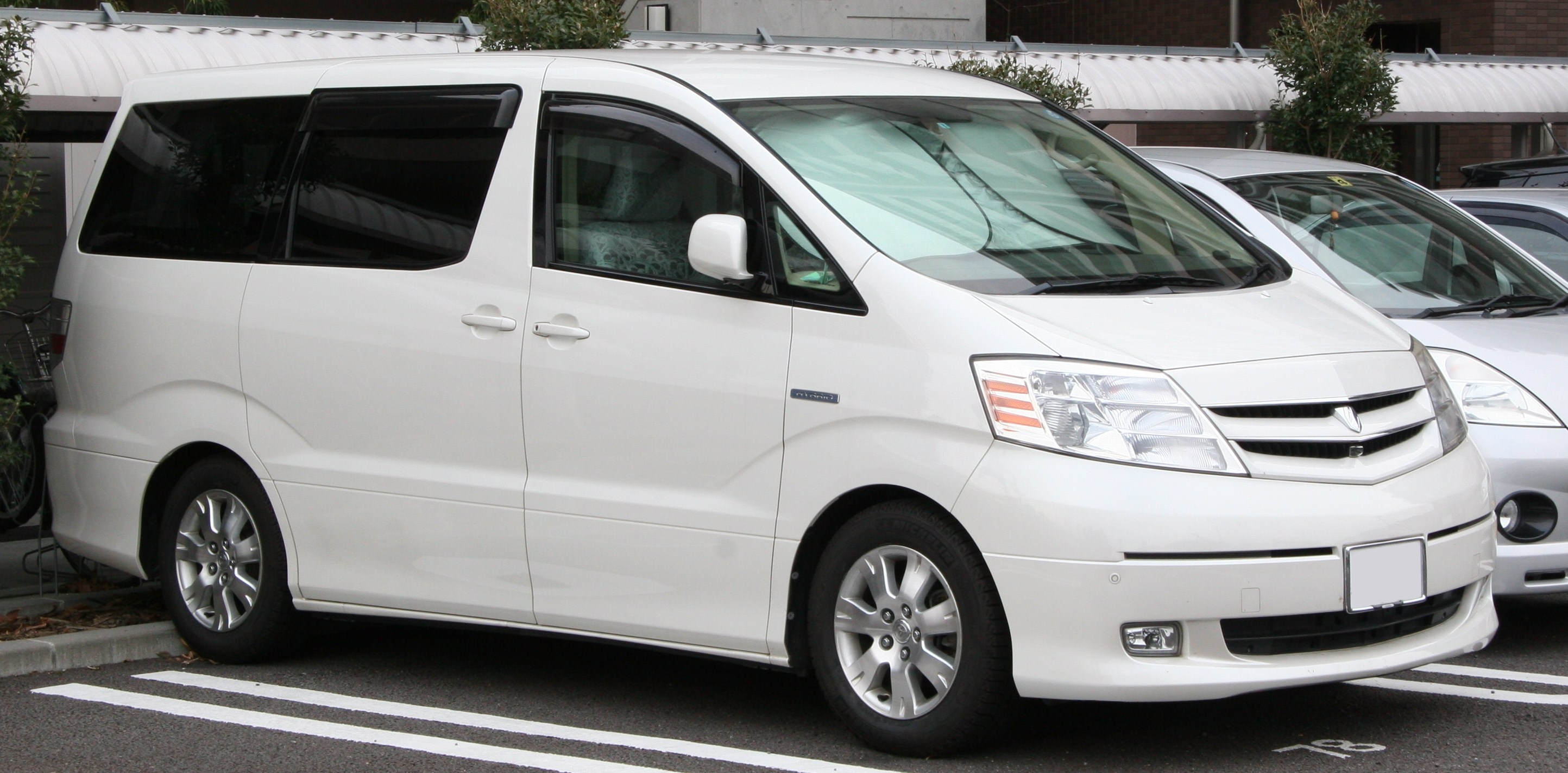
Hybrid车型
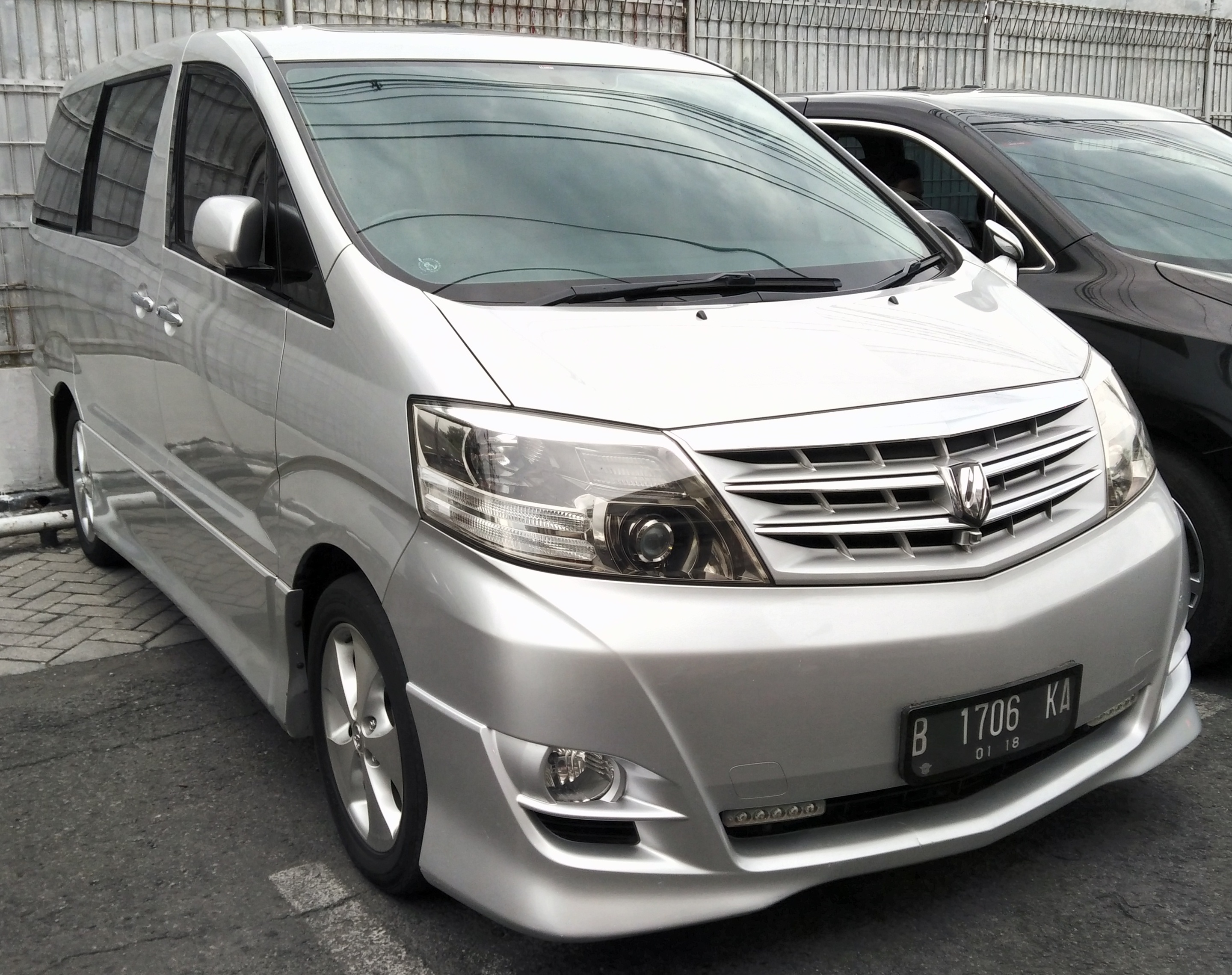
V AS（2005年改款，前）
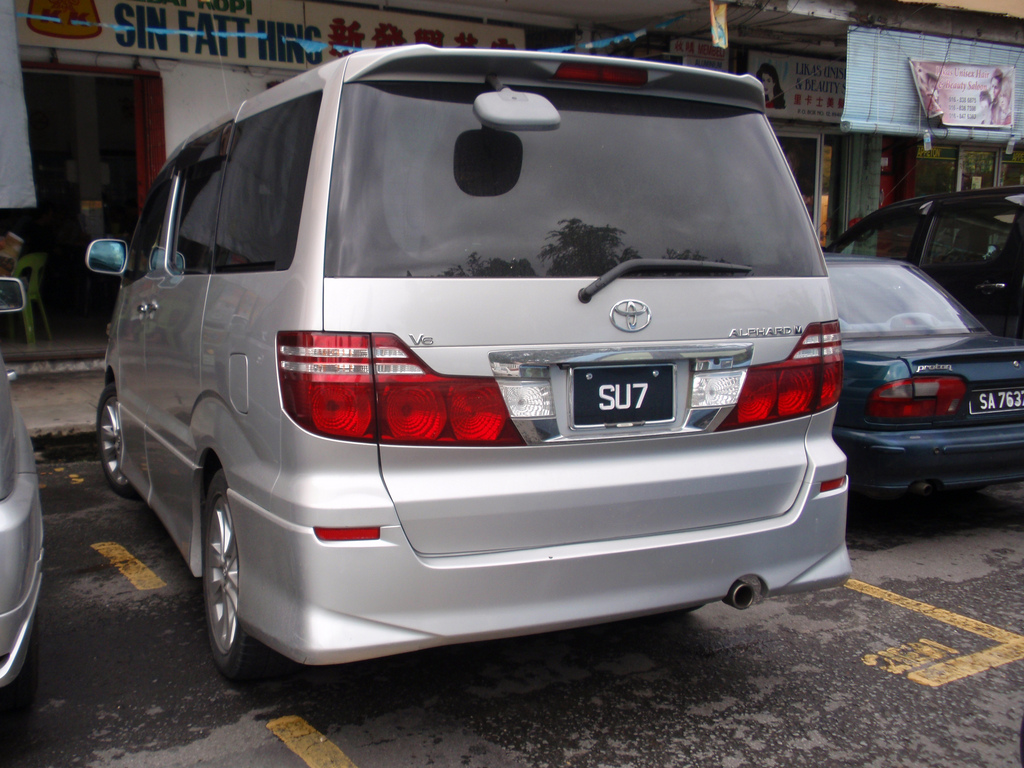
V MS（2005年改款车型，后）
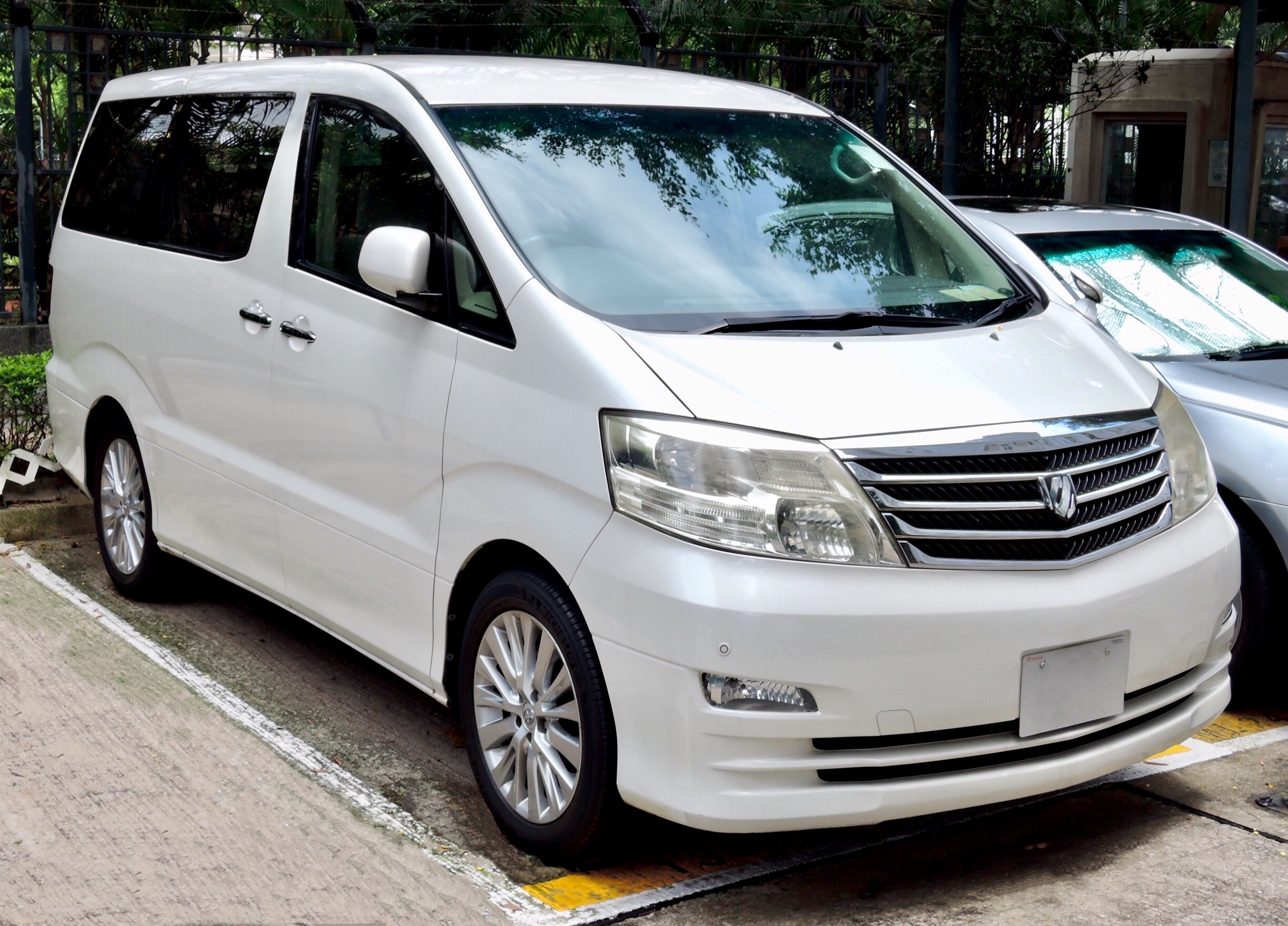
G车型 （2005年改款）
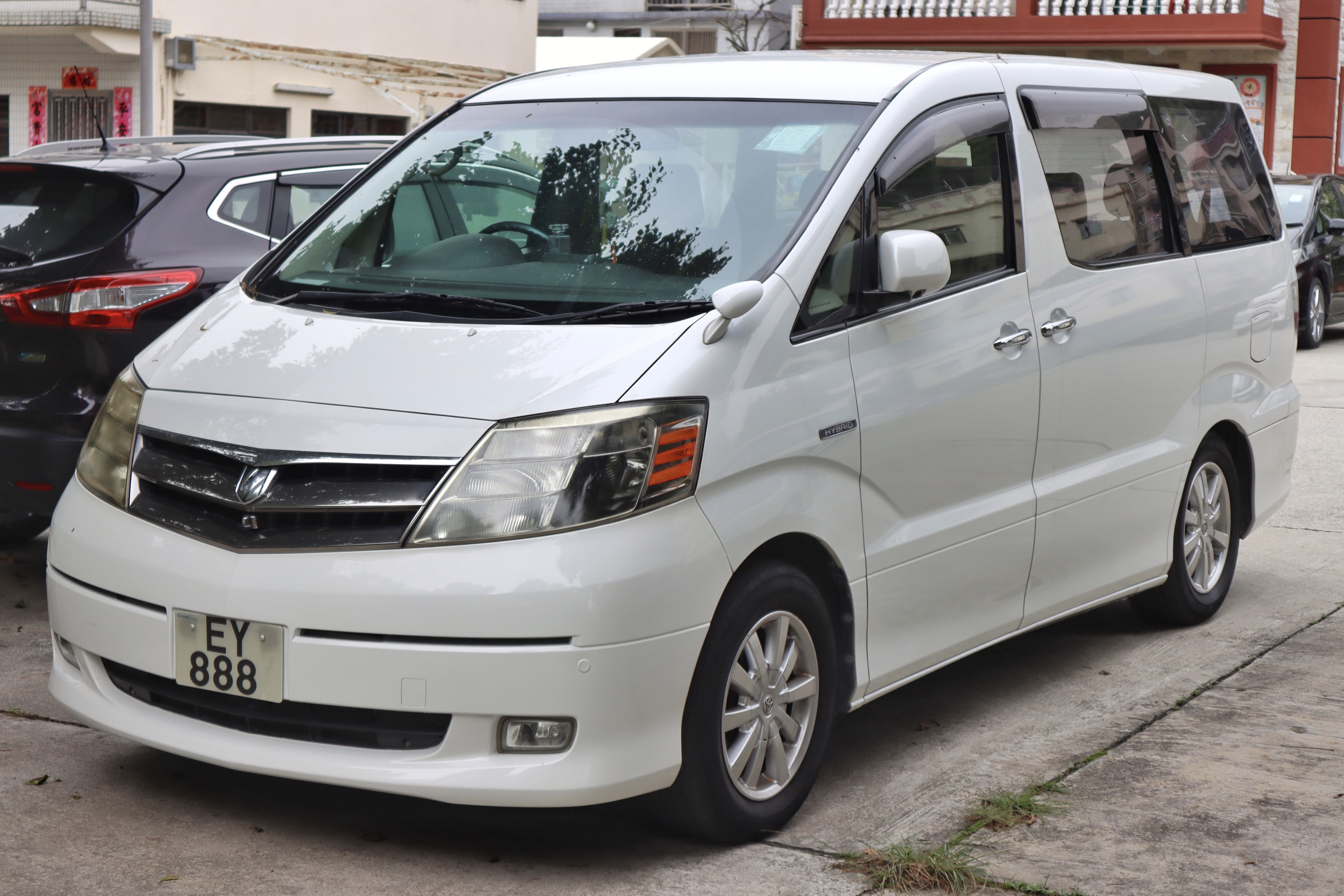
Hybrid车型（2005年改款，前）
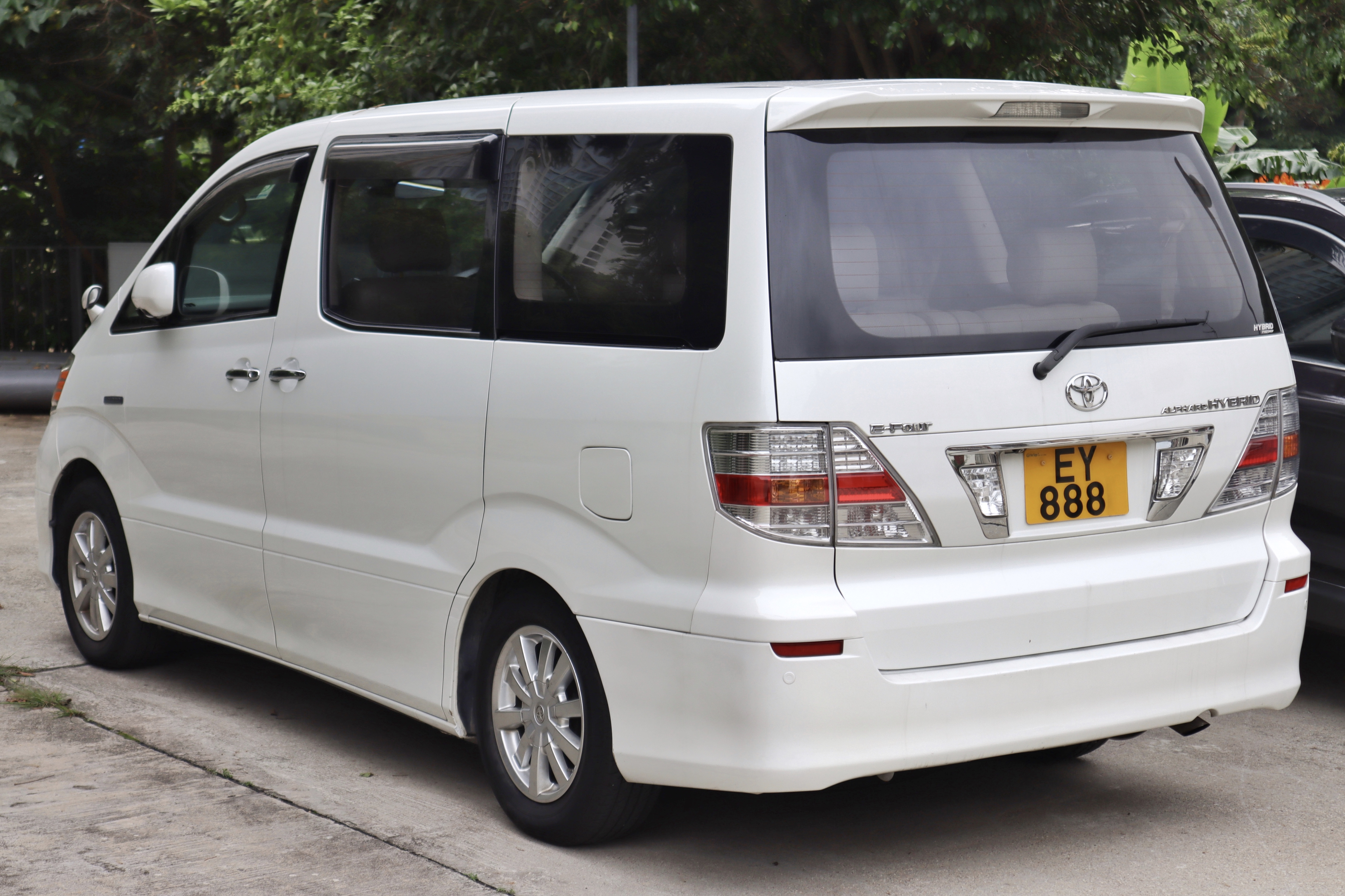
Hybrid车型（2005年改款，后）

## 第二代（AH20，2008年-2015年)
第二代车型于2008年5月推出，外觀更現代，內部更豪華。此外正式推出了分支车型---丰田威尔法。
根據豐田公司的新聞稿，埃尔法被描述為具有“優雅而精緻”的設計，威尔法則強調“實力和強烈的個性”。兩種車型均通過單獨的分銷渠道出售，埃尔法由豐田Toyopet商店发行，而威尔法在豐田NETZ商店发行。
2010年起，丰田埃尔法相继开始在中国大陆和菲律宾市场发行。
Alphard / Vellfire的款式包括：
- 240/350X (八座)
- 240S
- 240 Hybrid
- 350S “C Package”
- 240/350G
- 350G “L Package”
- 350G "Executive Lounge" (2011年9月-2014年12月)
- Royal Lounge

### 240/350X
8座车型，標准設備包括16英寸鋼製輪輞，氙投影儀大燈，2-DIN立體聲音響，乘客側電動滑門（可選駕駛員側）和中間排的織物長椅。

### 240S/240 Hybrid
7座车型，在第二排安装有軟墊腳凳的單獨座位，可選真皮座椅。配備17英寸合金輪輞，雙動力滑動門，巡航控制系統，LED柔和的環境照明，雙前停車傳感器，後動力滑動天窗，三區域自動氣候控制（後排獨立控制），7英寸顯示屏（含卫星导航，可选G-BOOK功能），八個揚聲器和一個後座娛樂系統，车顶安裝有10英寸藍光播放器。此外设有混合动力款式“240 Hybrid”，配有豐田的E-fourAWD系統。 其他選項包括電動後擋板和冷卻箱（位於駕駛員座椅和前排乘客座椅之間）。

### 240/350G
標准設備包括皮革座椅，電動後擋板，G-BOOK遠程信息處理系統，自適應前照明系統（AFS），NANOE-G空氣淨化器，8向電動駕駛員座椅（可記憶三人）和帶腳凳的6向電動乘客座椅。

### 350G “L Package”/“Executive Lounge”
350G的豪華版本。 在第二排座椅上增加了帶電動可躺式靠背座椅，18個揚聲器的家庭影院環繞聲系統，360度環視攝像頭，自動停車以及一個可選的碰撞前主動安全系統，包括動態雷達巡航控制，車道偏離警告，車道保持輔助和自動緊急制動。此外还有“Executive Lounge”车型，加入了四向電動加熱和通風座椅，野餐桌和窗帘。

### Royal Lounge
最高級款式，为4座车型，後排座位具有按摩功能。它在後排乘客和前排座椅之間設有一個小的分隔物，座位更大更豪華，此外，前後乘客之間的隔板上安裝了23英寸電視，不使用時電視會縮進分隔器中。

### 安全性
JNCAP將埃尔法評為六顆星，因為所有款式的埃尔法都配備了防鎖死煞車系統（ABS），電子制動力分配系統（EBD），刹车辅助系统 （EBA），電子穩定程式和七個安全氣囊（雙前排，駕駛員和乘客側面的安全氣囊，駕駛員的膝蓋和簾式安全氣囊）。高端的系統提供了一流的預碰撞系統作為選擇（僅日本型號）。此功能包括雷達引導的巡航定速，帶車道保持輔助功能的車道偏離警告和帶半自動緊急制動的預碰撞警告，它們僅有助於施加適度的製動壓力，並不能完全停止制動車輛。

### 改款
2011年11月1日起在日本開始銷售，加设埃尔法和威尔法的混合動力版。

### 圖集

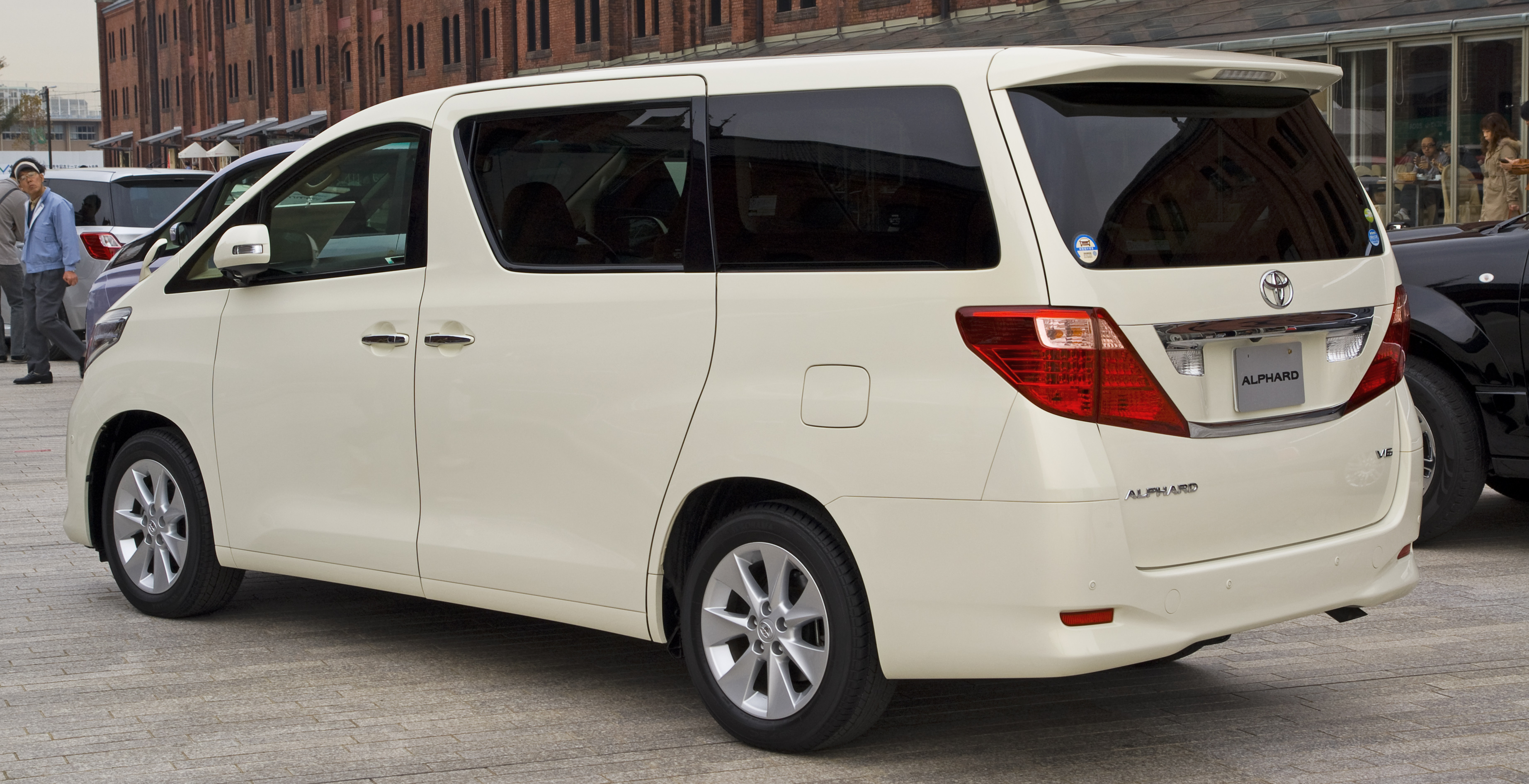
350G车型（前期）
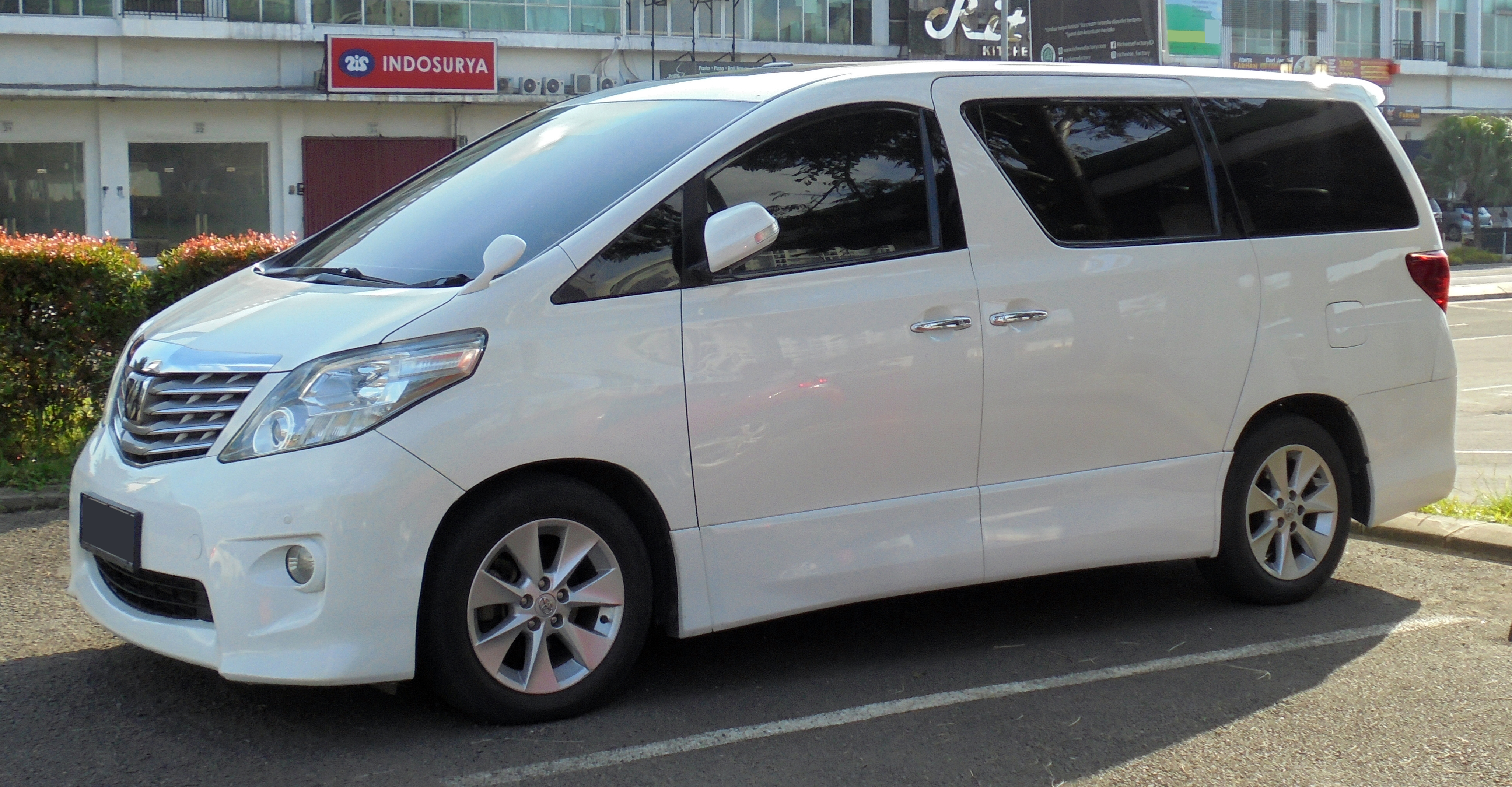
240S车型（前期）
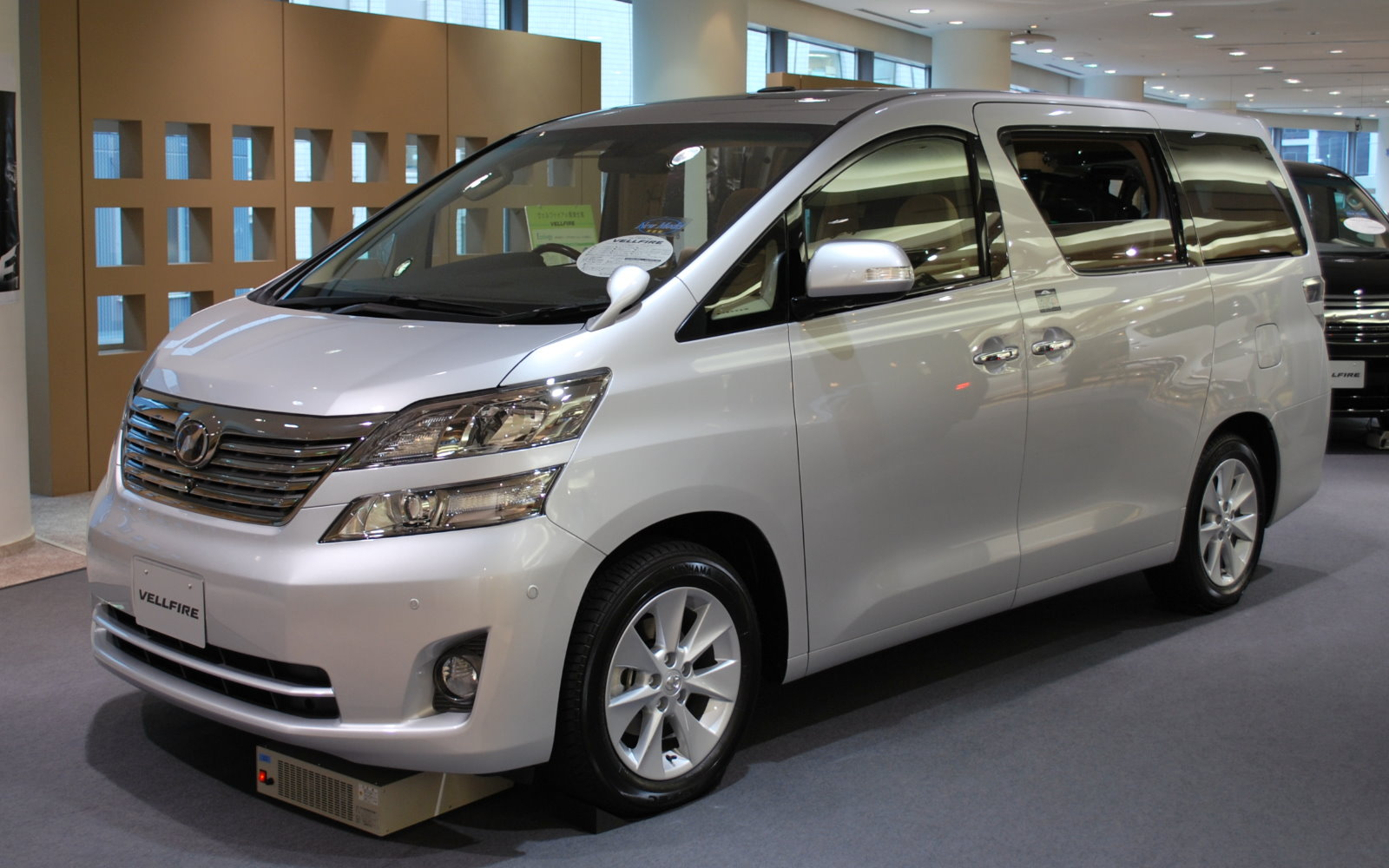
威尔法 3.5V-L车型（前）
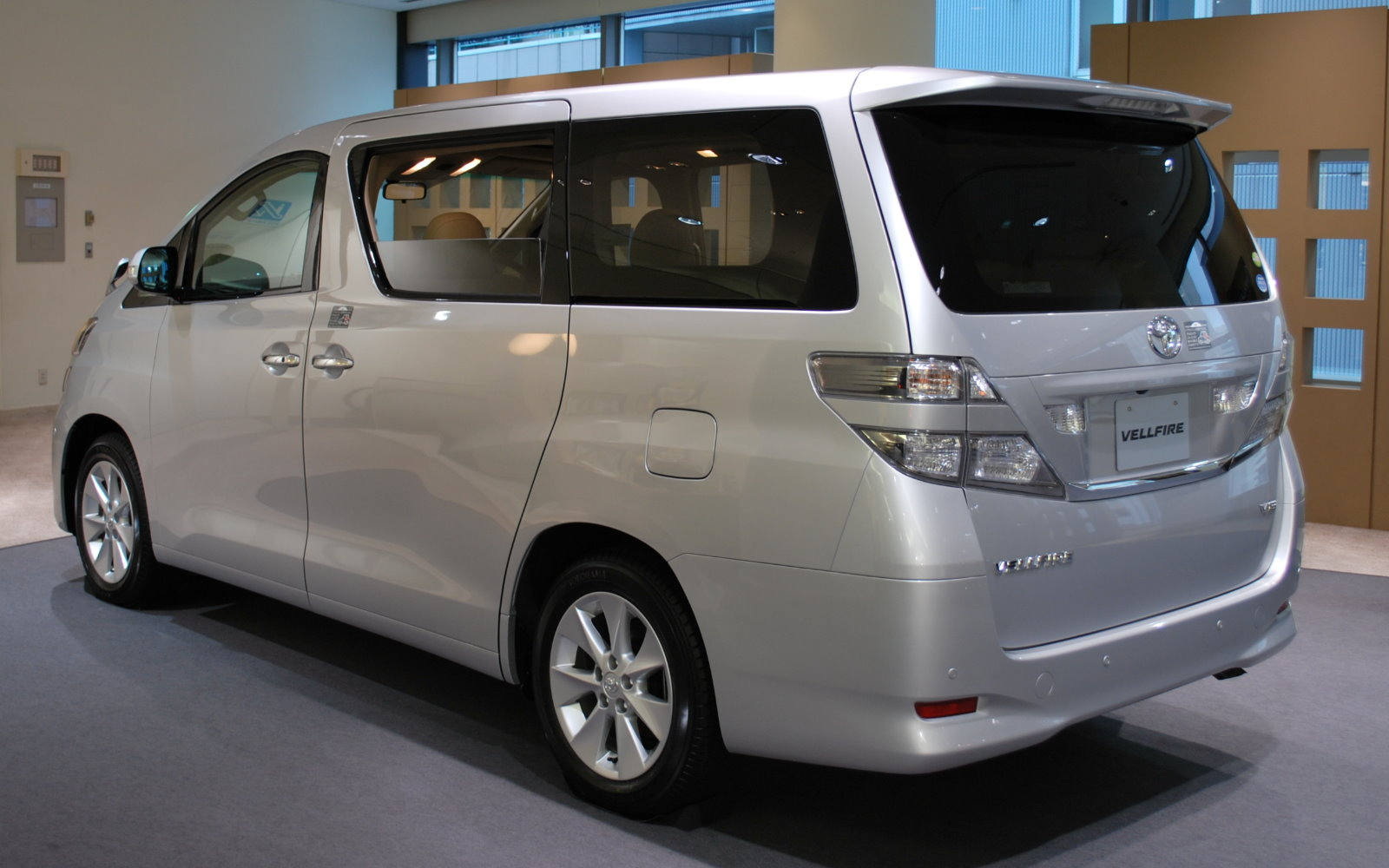
威尔法 3.5VL车型（后）
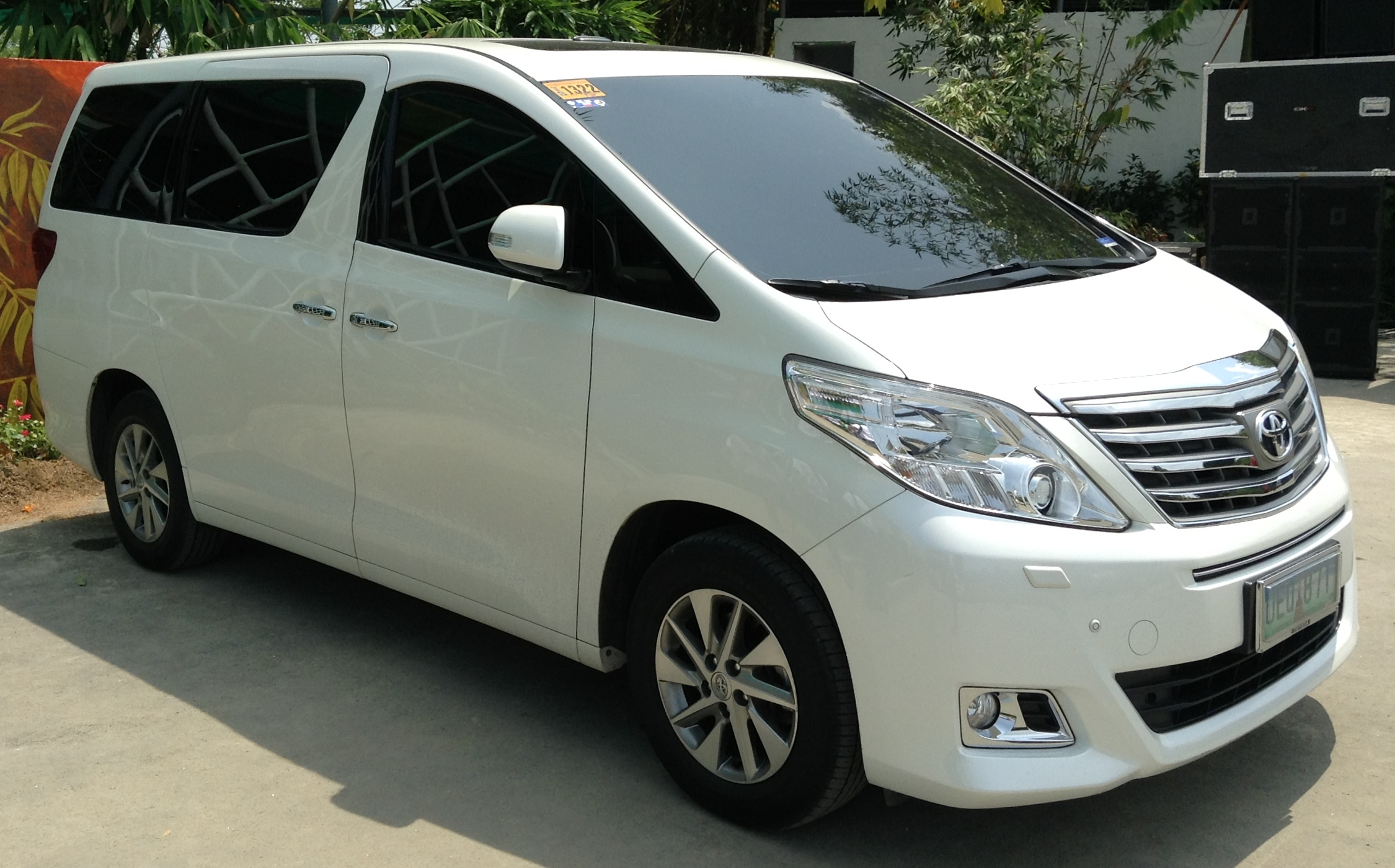
2011年改款车型
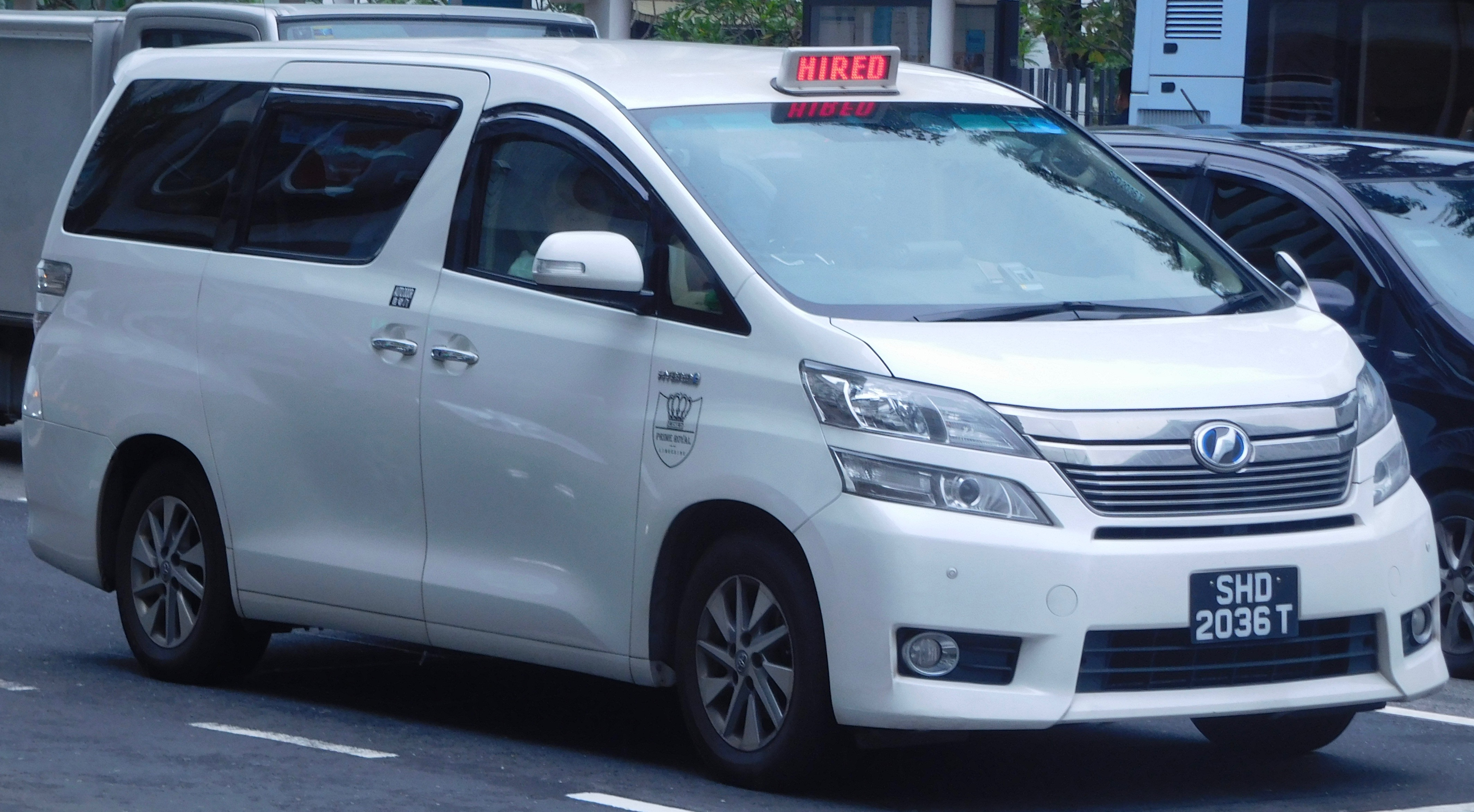
威尔法 Hybrid车型
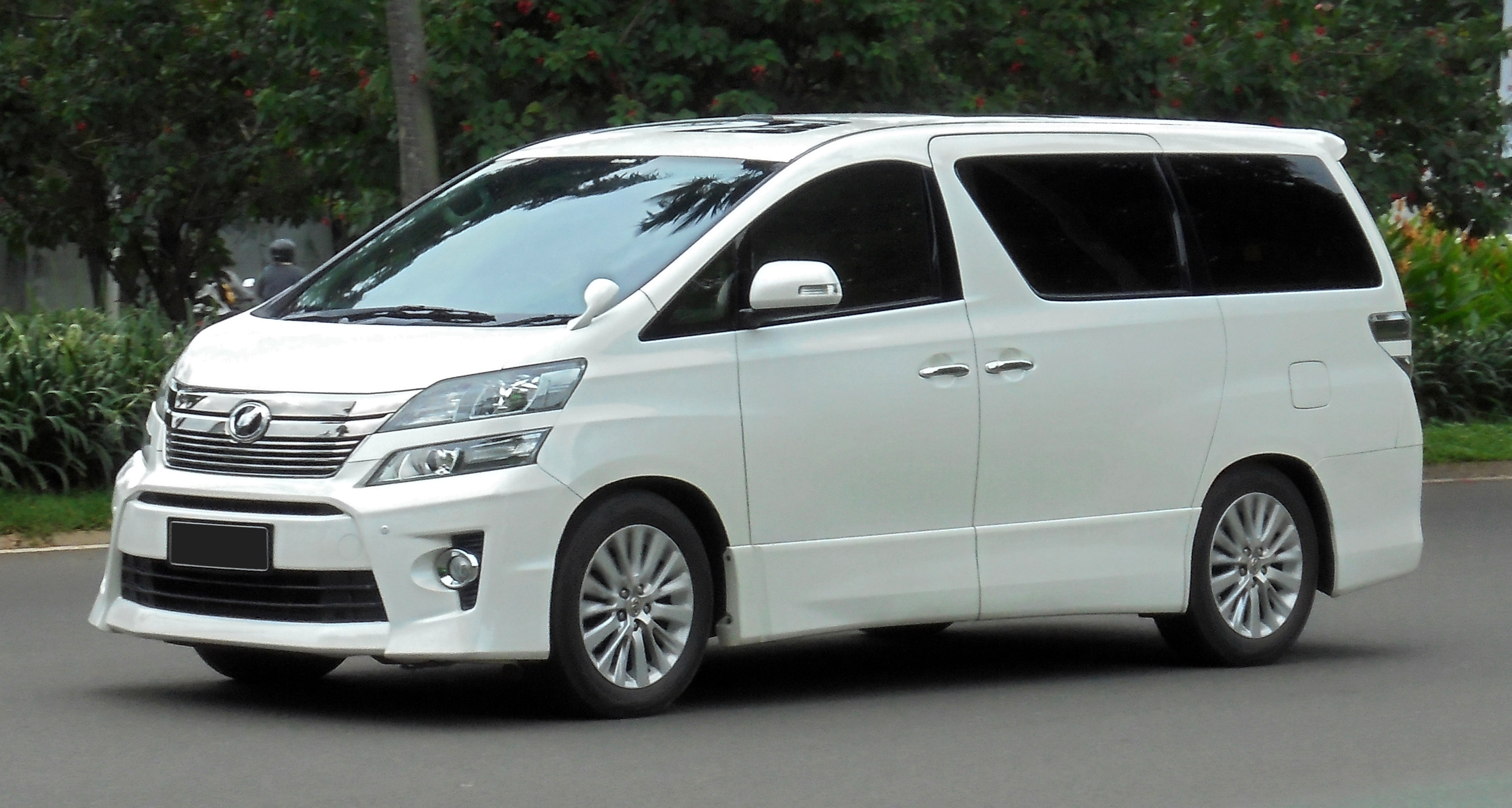
威尔法 Hybrid车型
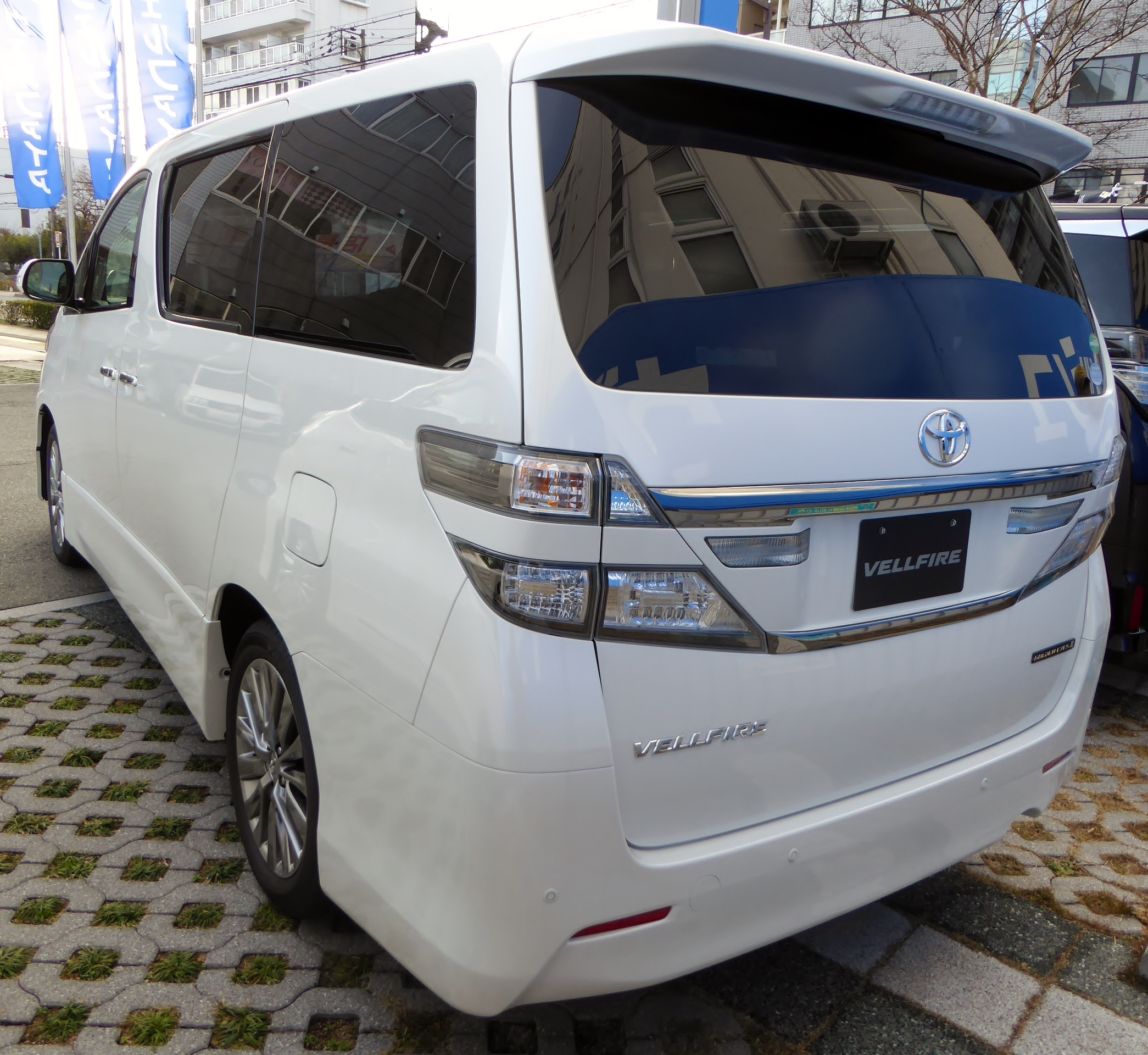
威尔法 3.5Z Golden Eyes II车型

## 第三代，AH30（2015年-2023年）
於2015年1月26日發布，正式在文萊，印度尼西亞，泰國，馬來西亞，新加坡，菲律賓和香港等地发行。首度面向俄羅斯发行，V6引擎型号开始在中國大陆发行。
第三代埃尔法與上一代相比長度增加了60毫米，寬度增加了20毫米，軸距增加了50毫米，但高度縮短了10毫米。此外，Alpine Electronics和JBL專為本代埃尔法製造導航和音視頻配件。

### 2017年改款
2017年12月25日和2018年1月8日，埃尔法和威尔法的改款车型相继面世，僅在外觀和動力總成上有所變化，而內部設備則沒有變化；例如，威尔法更换了全新的水平尾燈，埃尔法的前燈採用更纖細的LED大燈和更大的格柵。 兩種型號均標配順序的LED轉向信號。
引擎方面，全新的2GR-FKS替換了原先的2GR-FE（香港除外），马力达300匹，扭矩为362牛米。使用全新的8速自動變速箱，第二代豐田安全感應系統成为埃尔法和威尔法的标准配置。
自2020年5月1日起，日版丰田威尔法开始使用丰田的Logo。

### 圖集

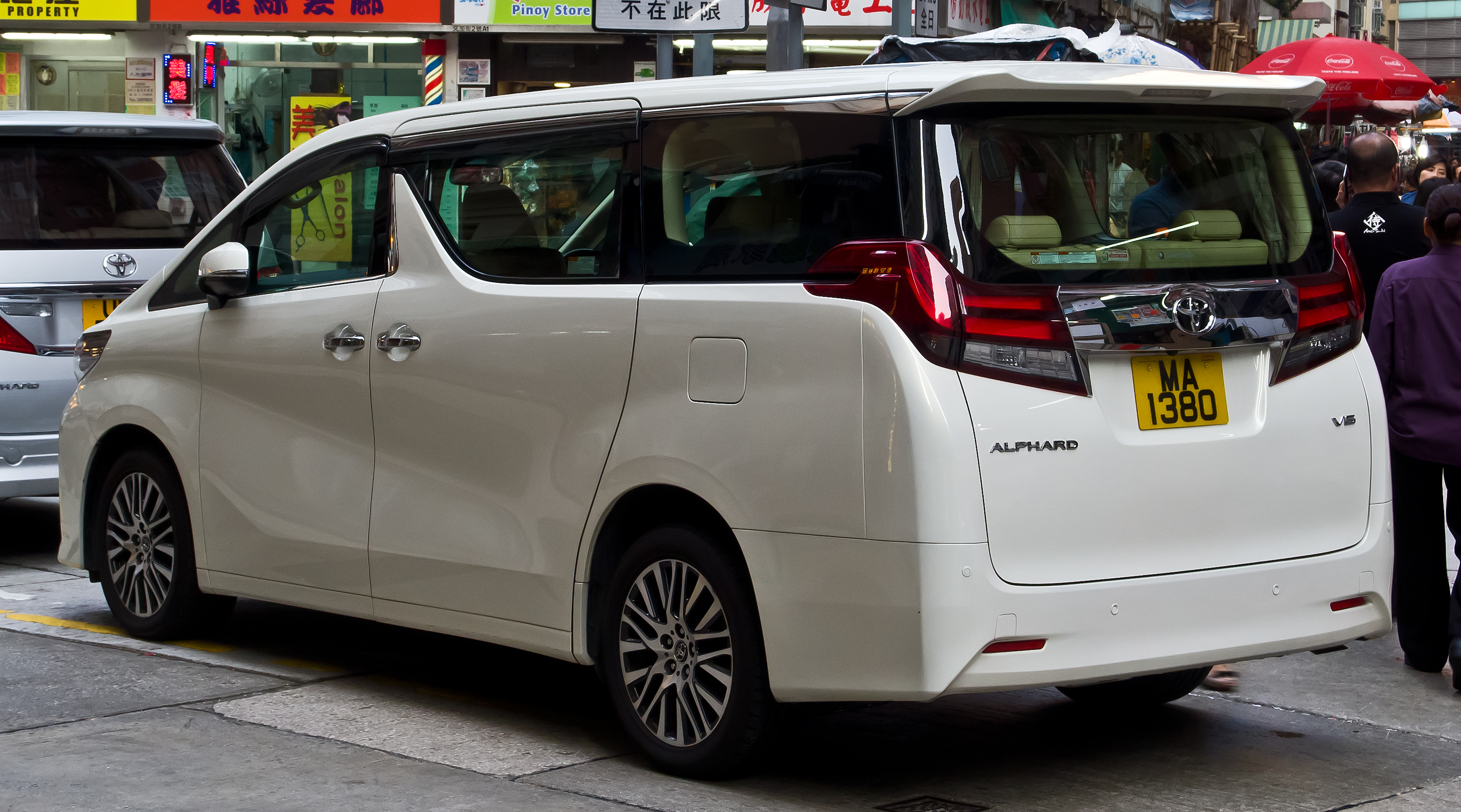
350 V6车型(2015年款式，香港)
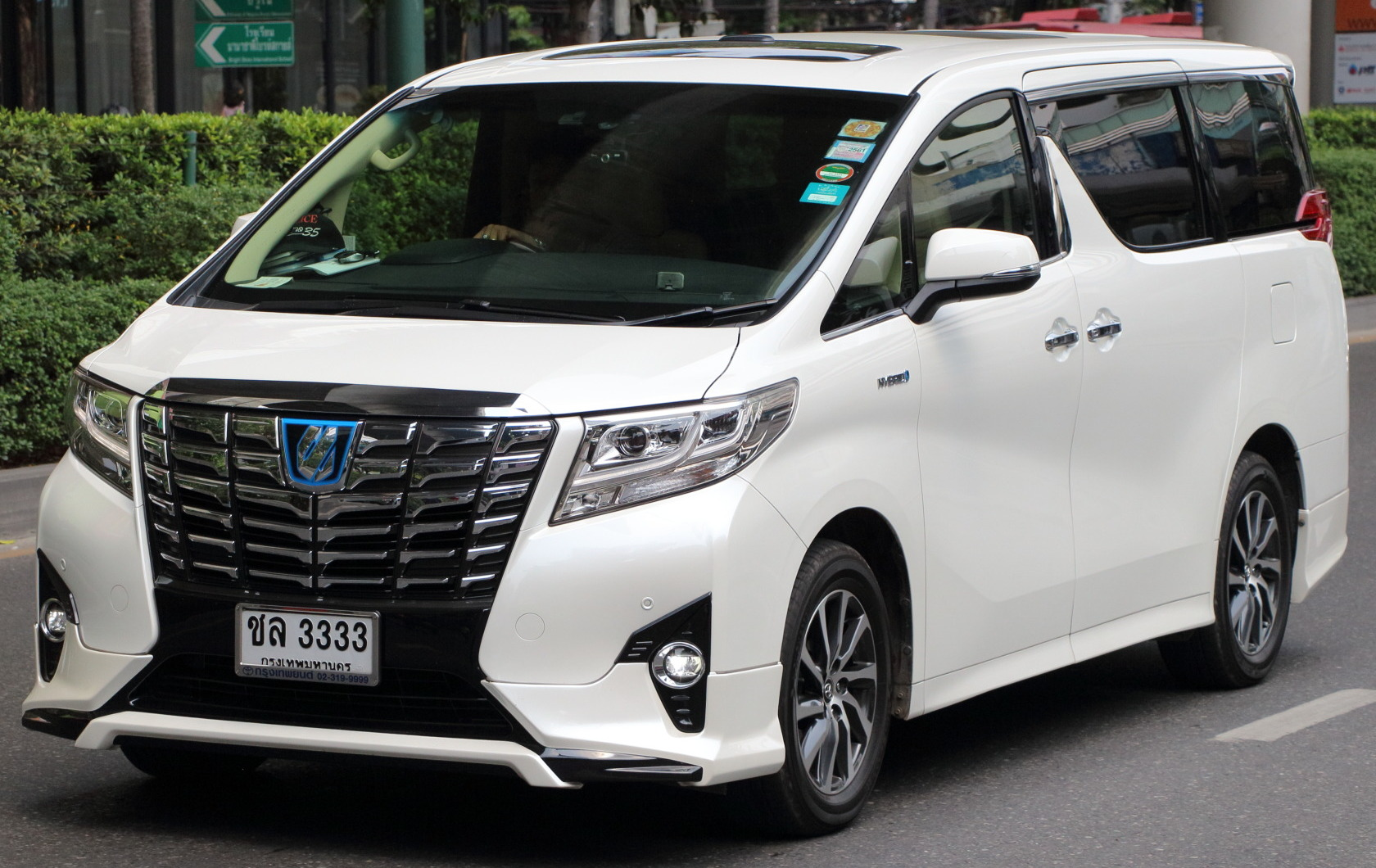
埃尔法 Hybrid车型 (2015年款式，泰國)
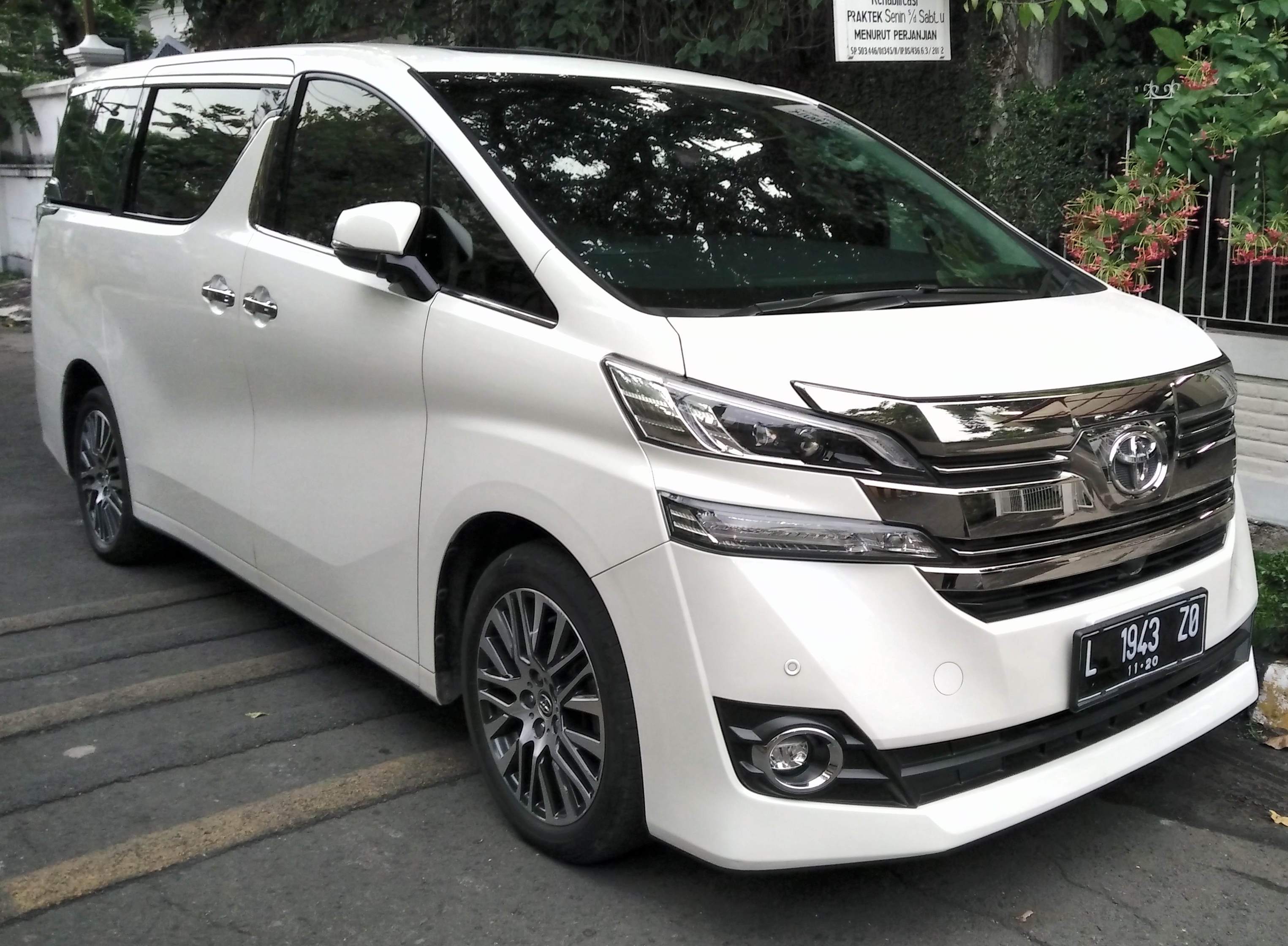
威尔法 2.5 G车型 (2015年款式，印度尼西亞(印尼)，前)
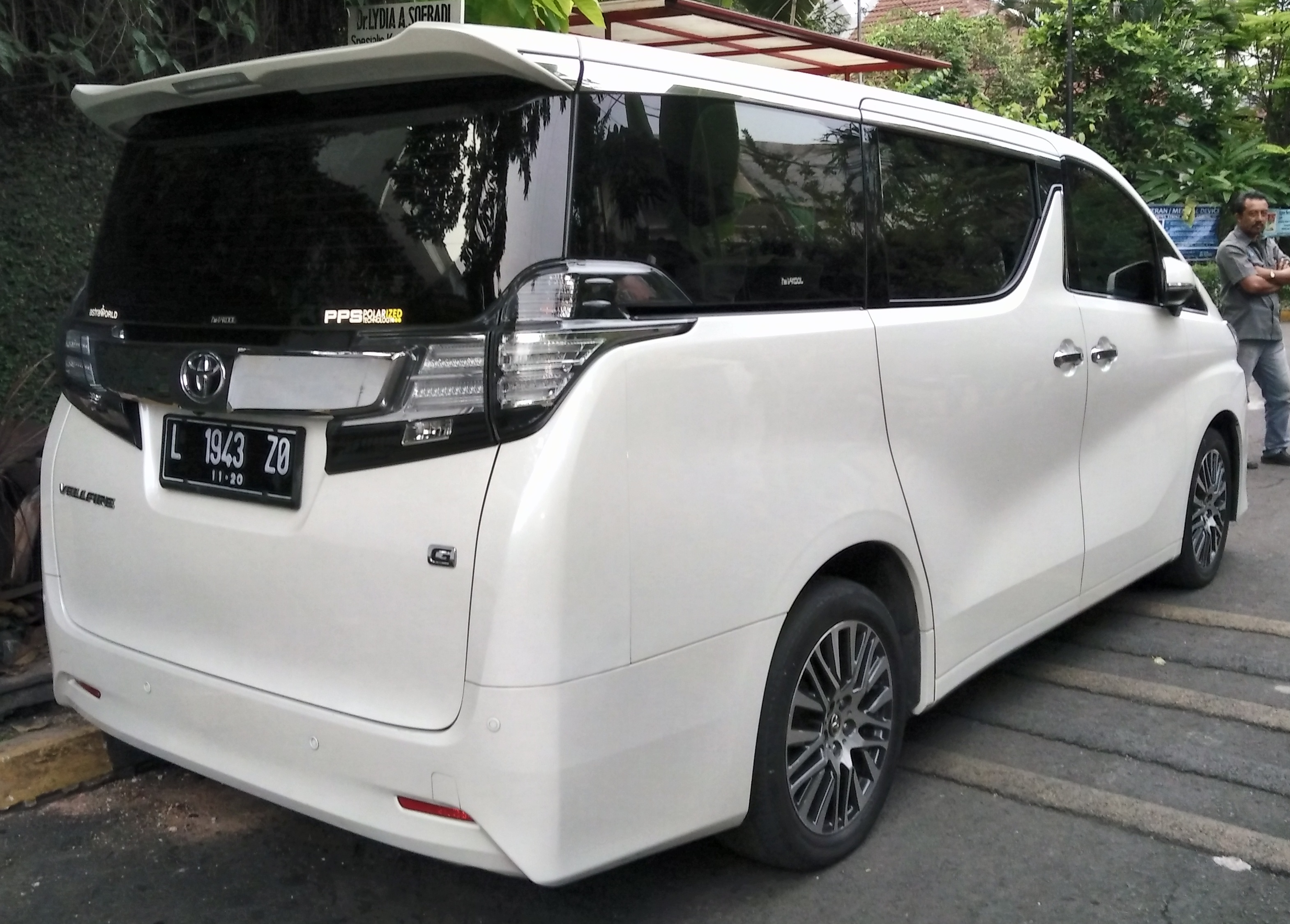
威尔法 2.5 G车型 (2015年款式，印度尼西亞(印尼)，后)
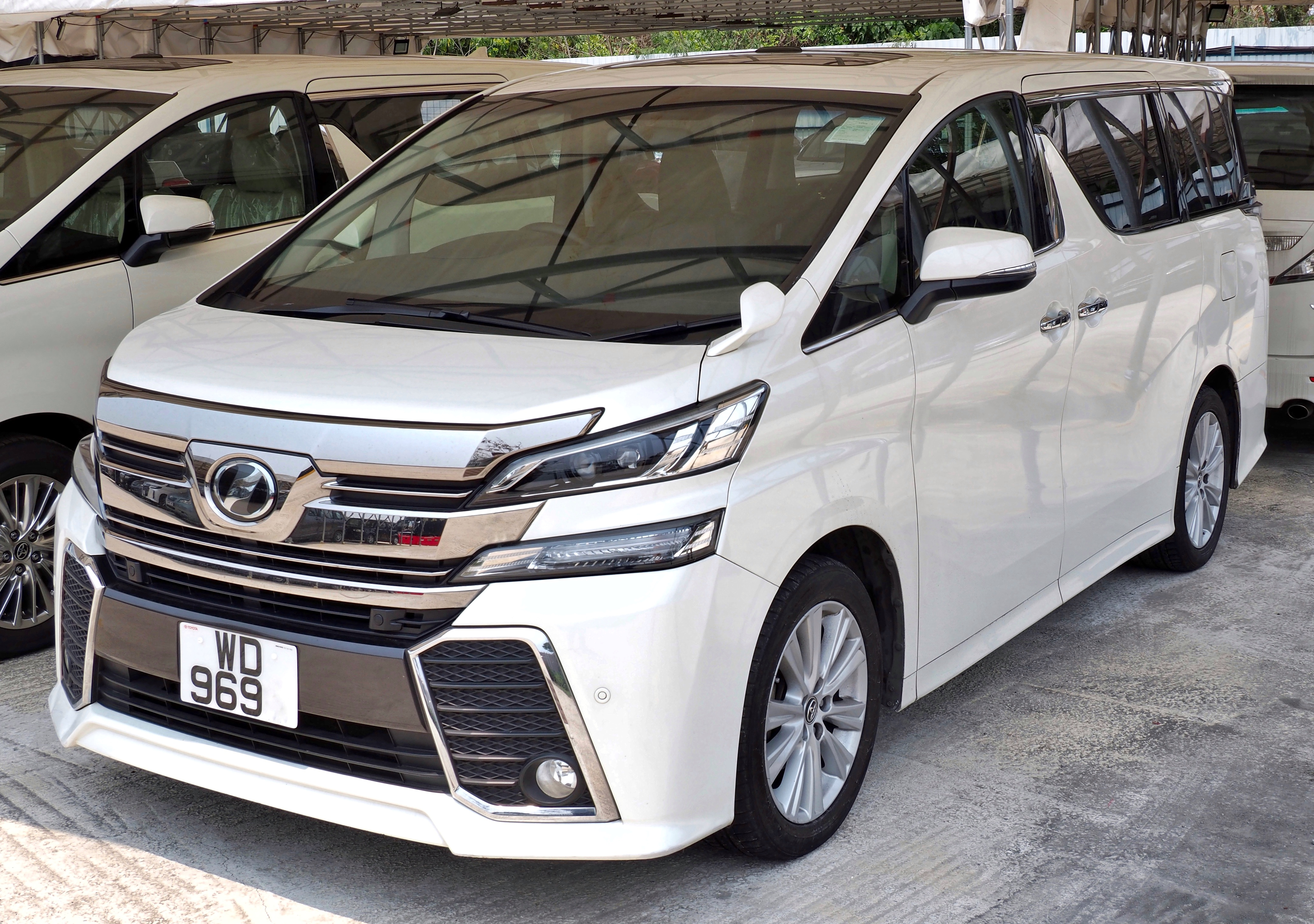
威尔法 ZA车型(2015年款式，香港)
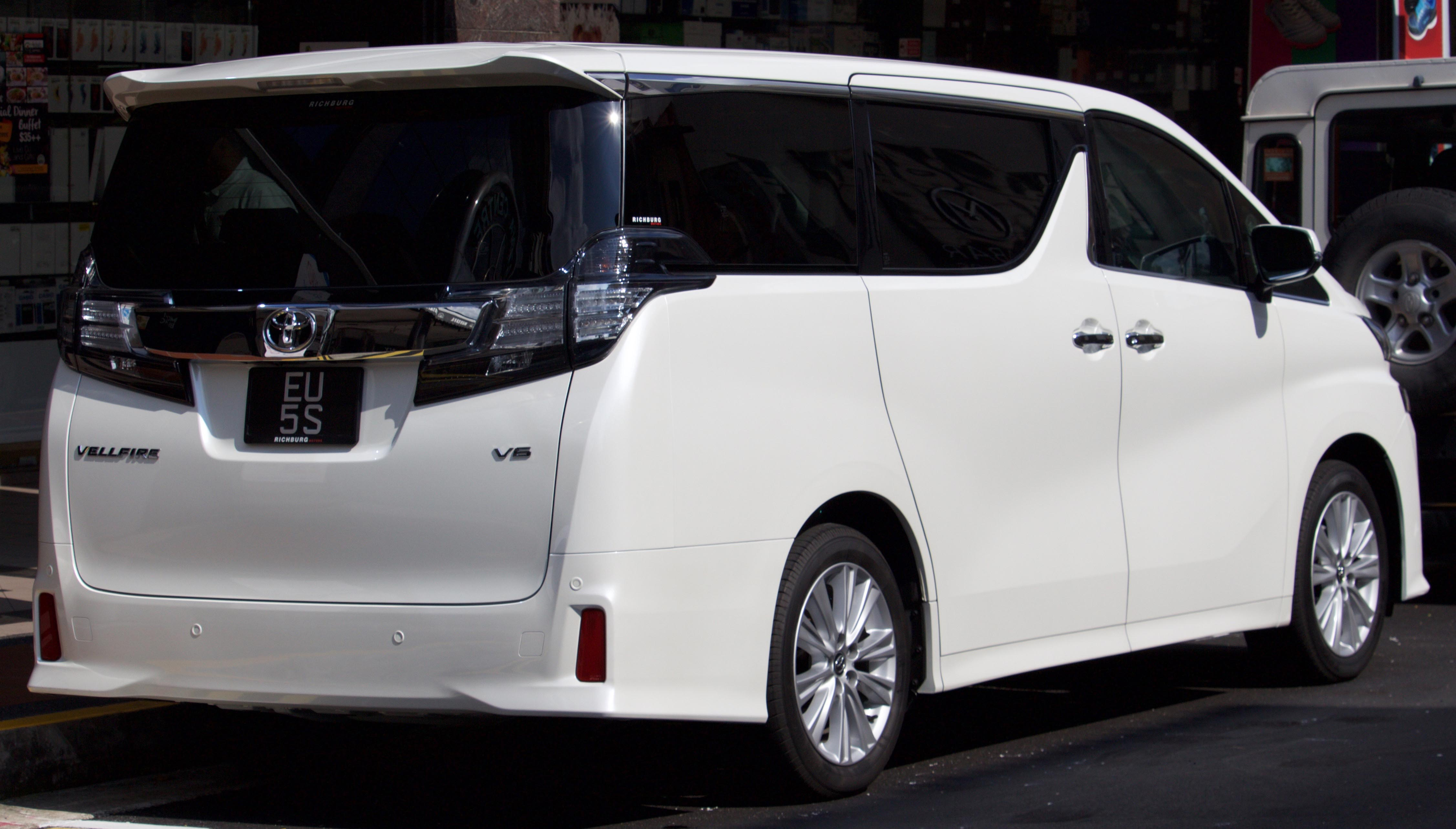
威尔法 ZA车型 (2015年款式，新加坡)
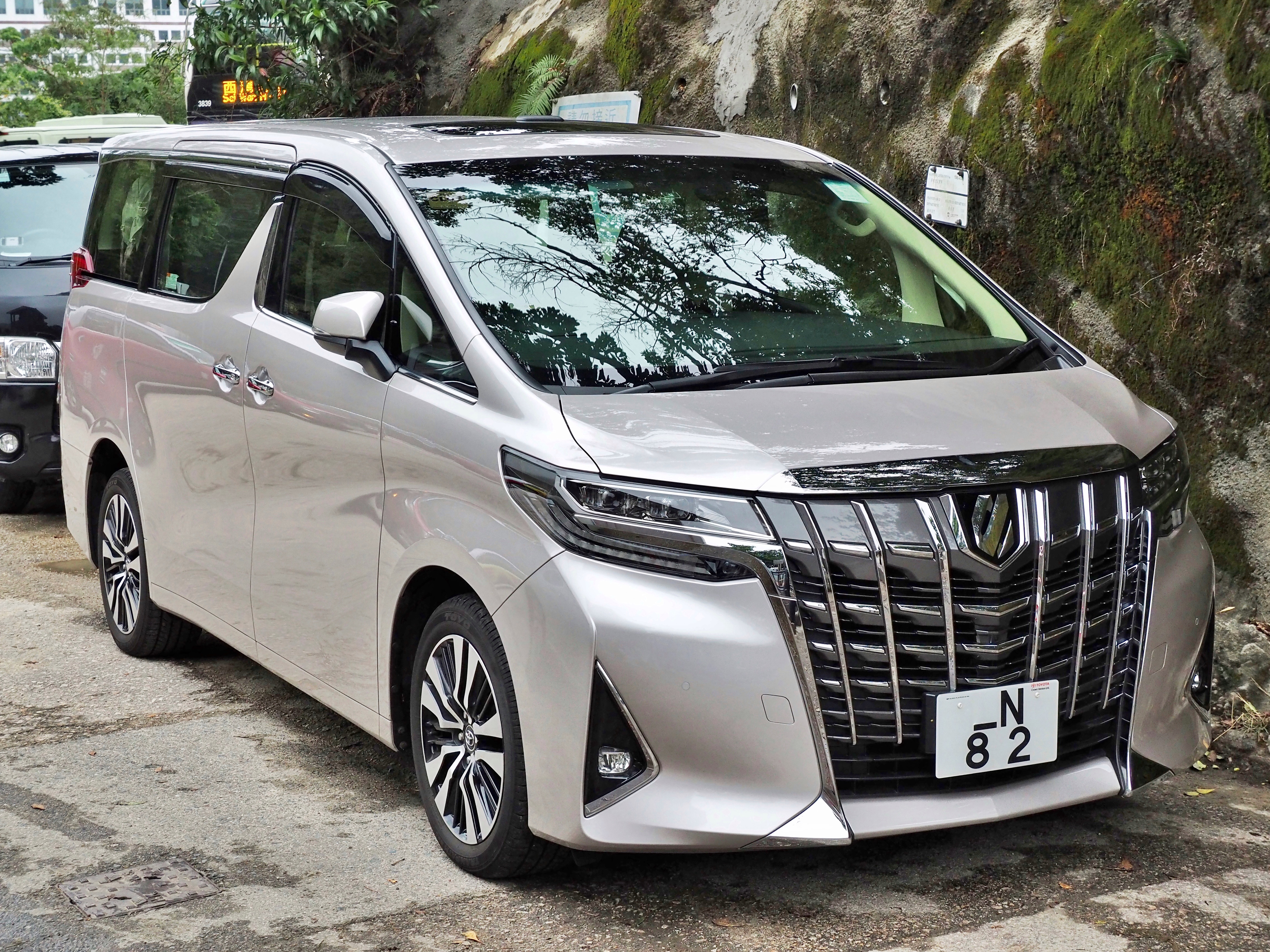
埃尔法 2018年款式 (香港)
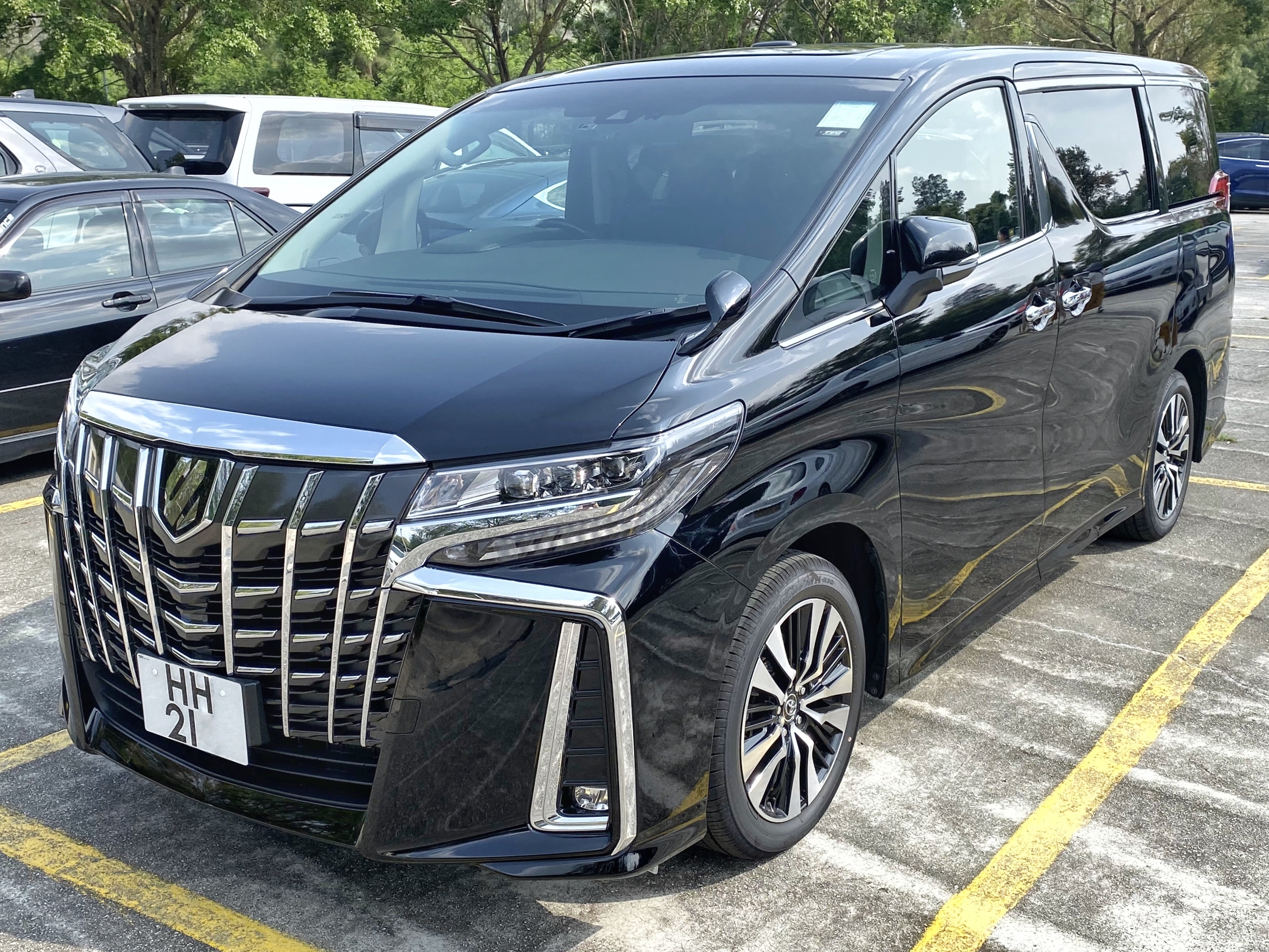
埃尔法 SC车型 (2018年款式，香港，前)
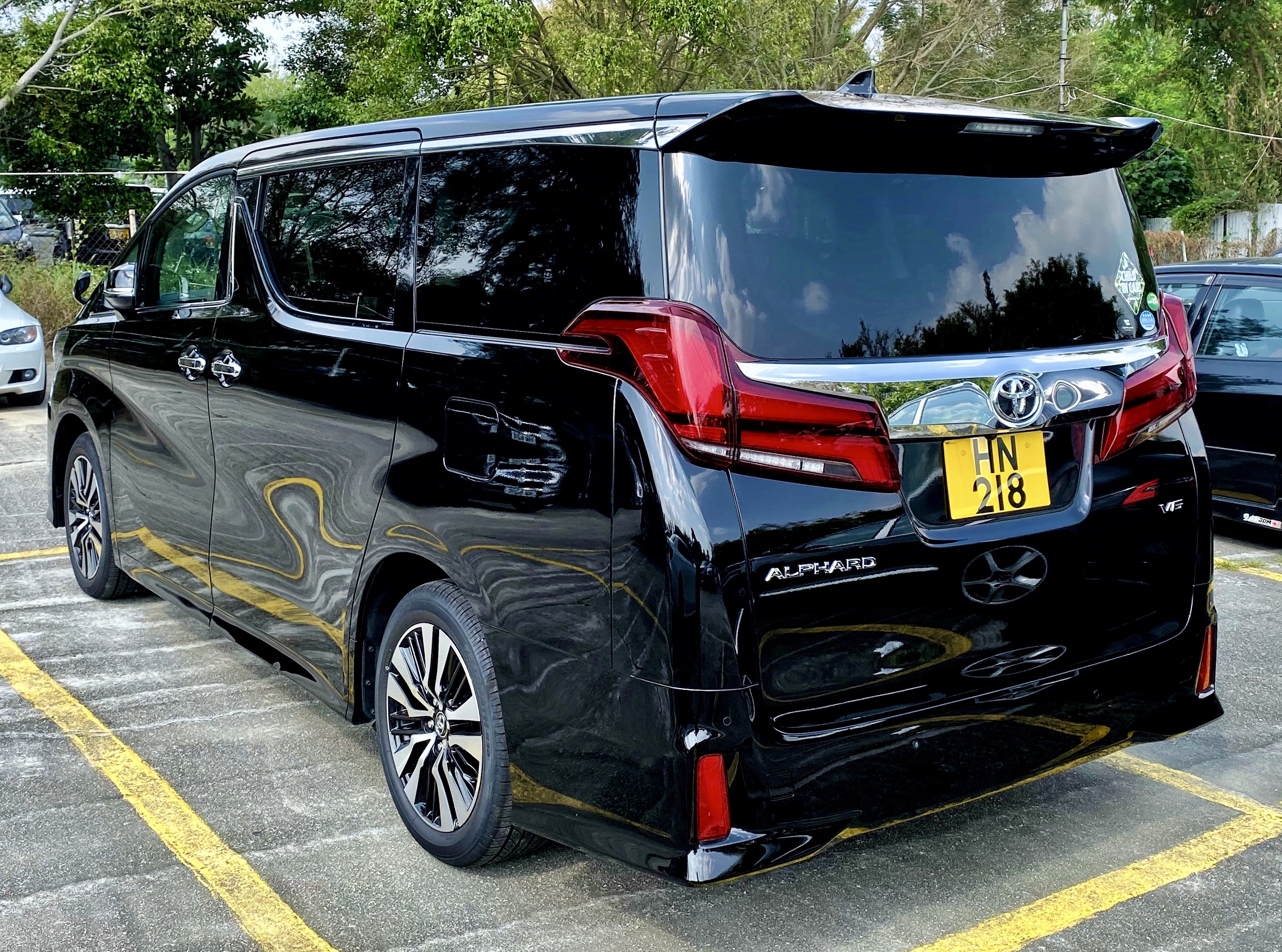
埃尔法 SC车型 (2018年款式，后)
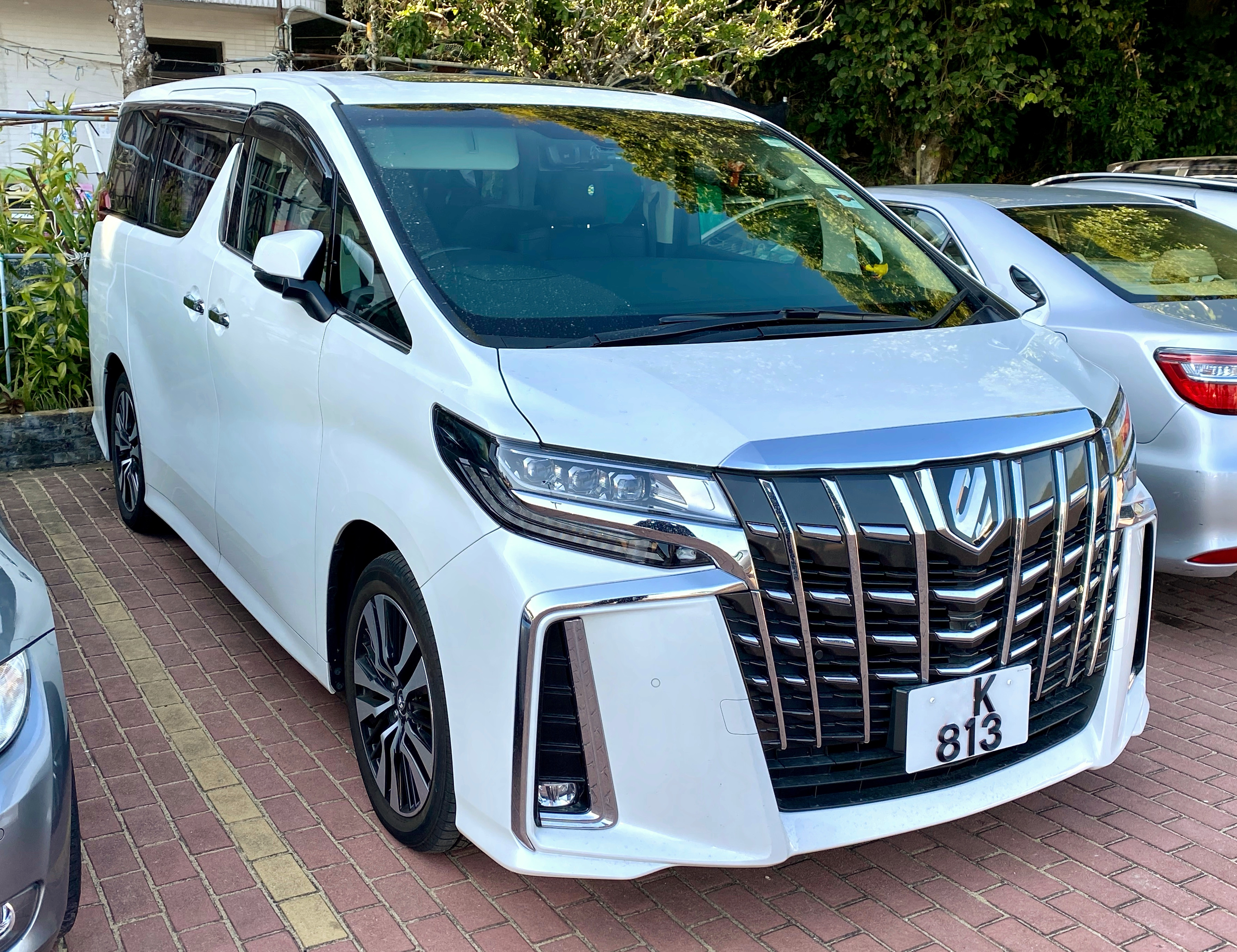
埃尔法 Executive Lounge S车型 (2018年款式，香港)
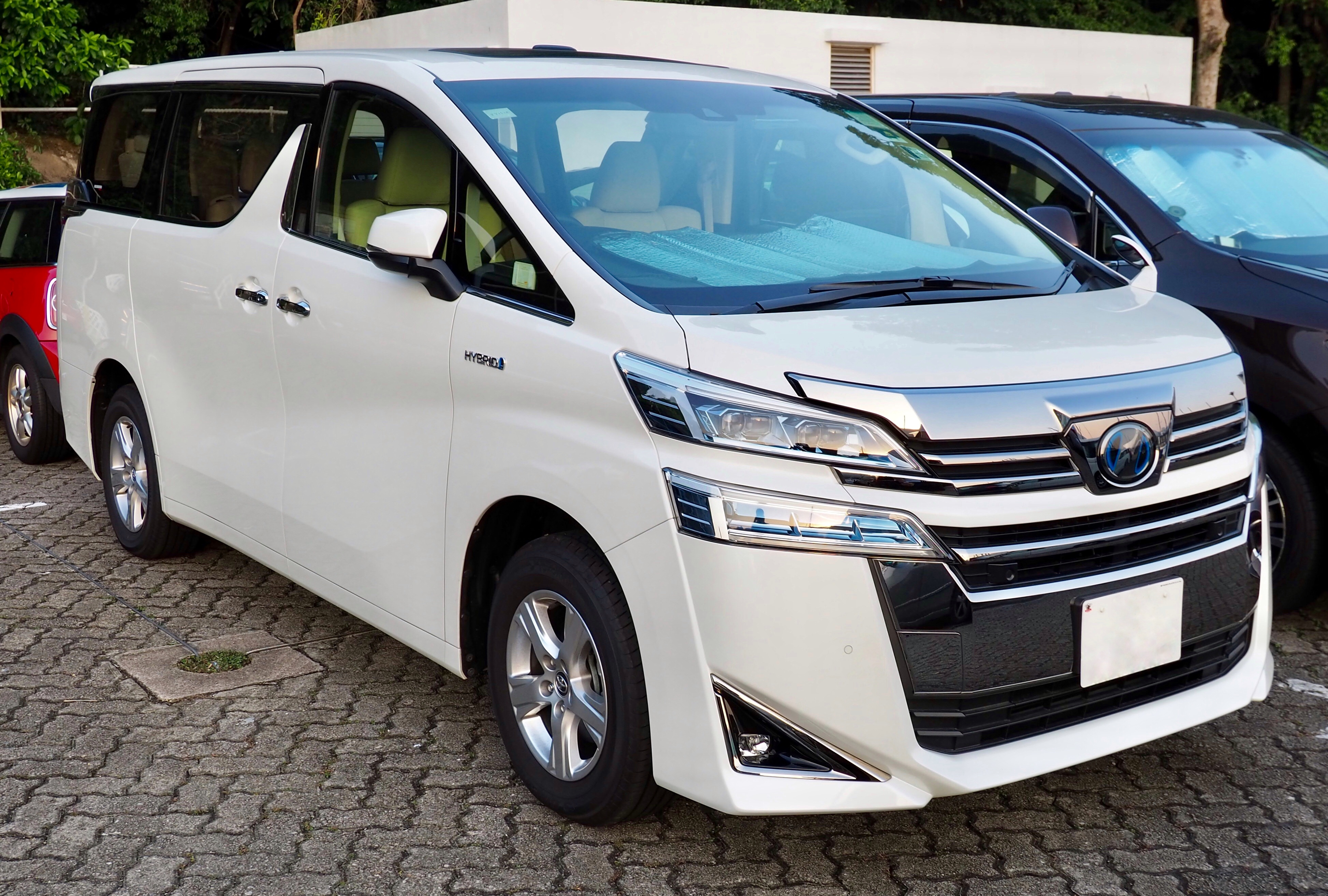
威尔法 Hybrid X车型 (2019年款式，香港)
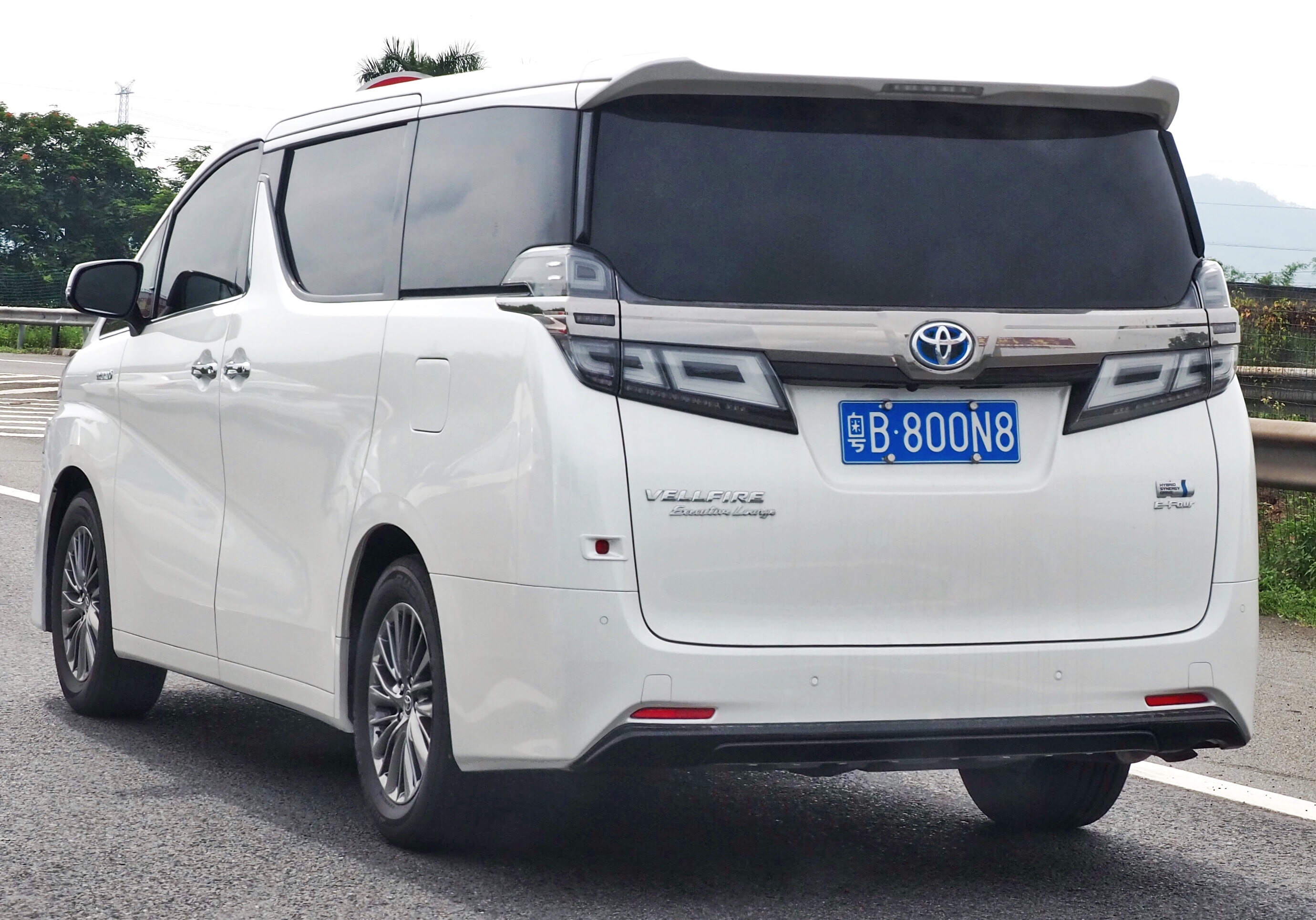
威尔法 Hybrid Executive Lounge车型 (2018年款式，中國大陆)
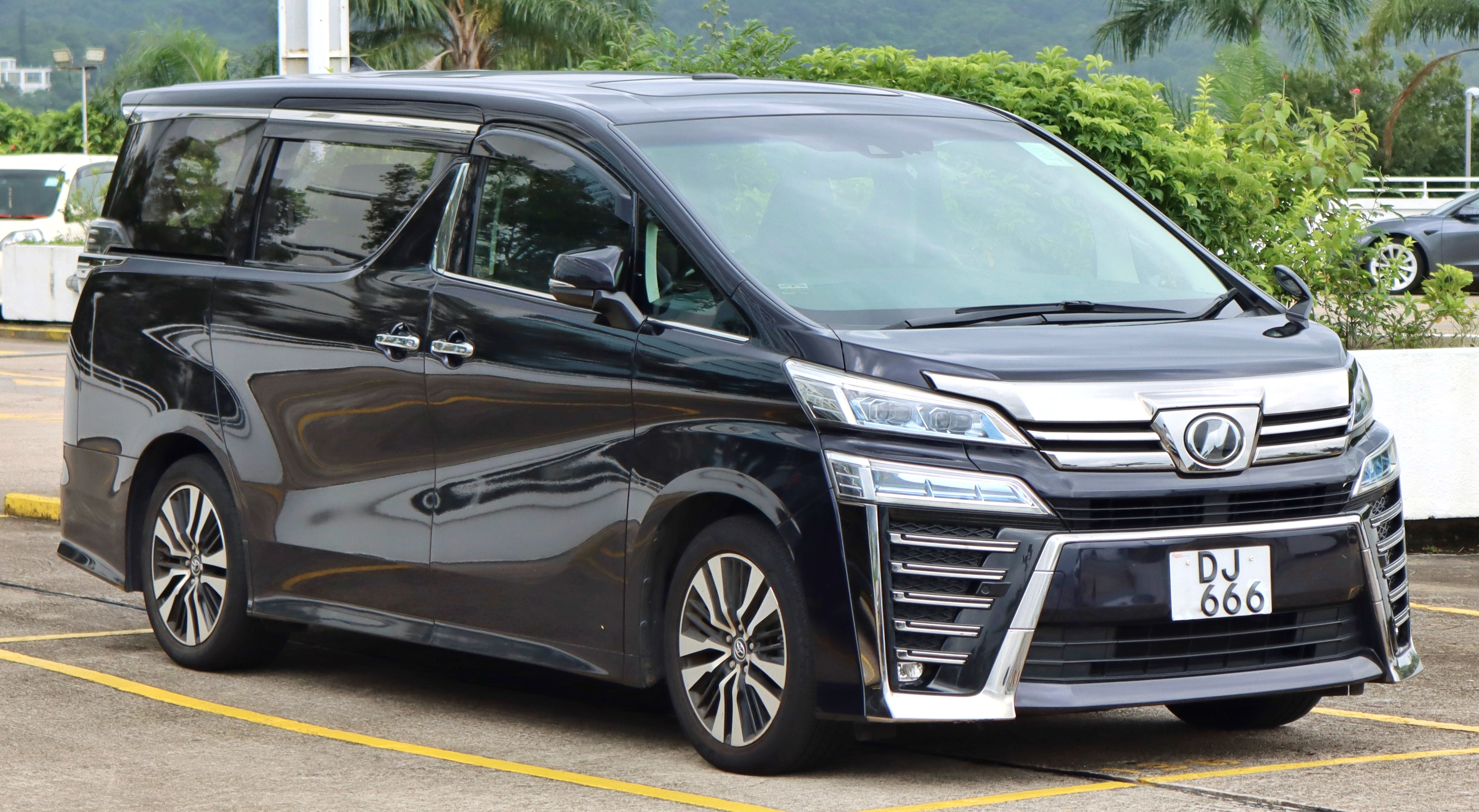
威尔法 Z "G Edition" (2018年款式，香港，前)
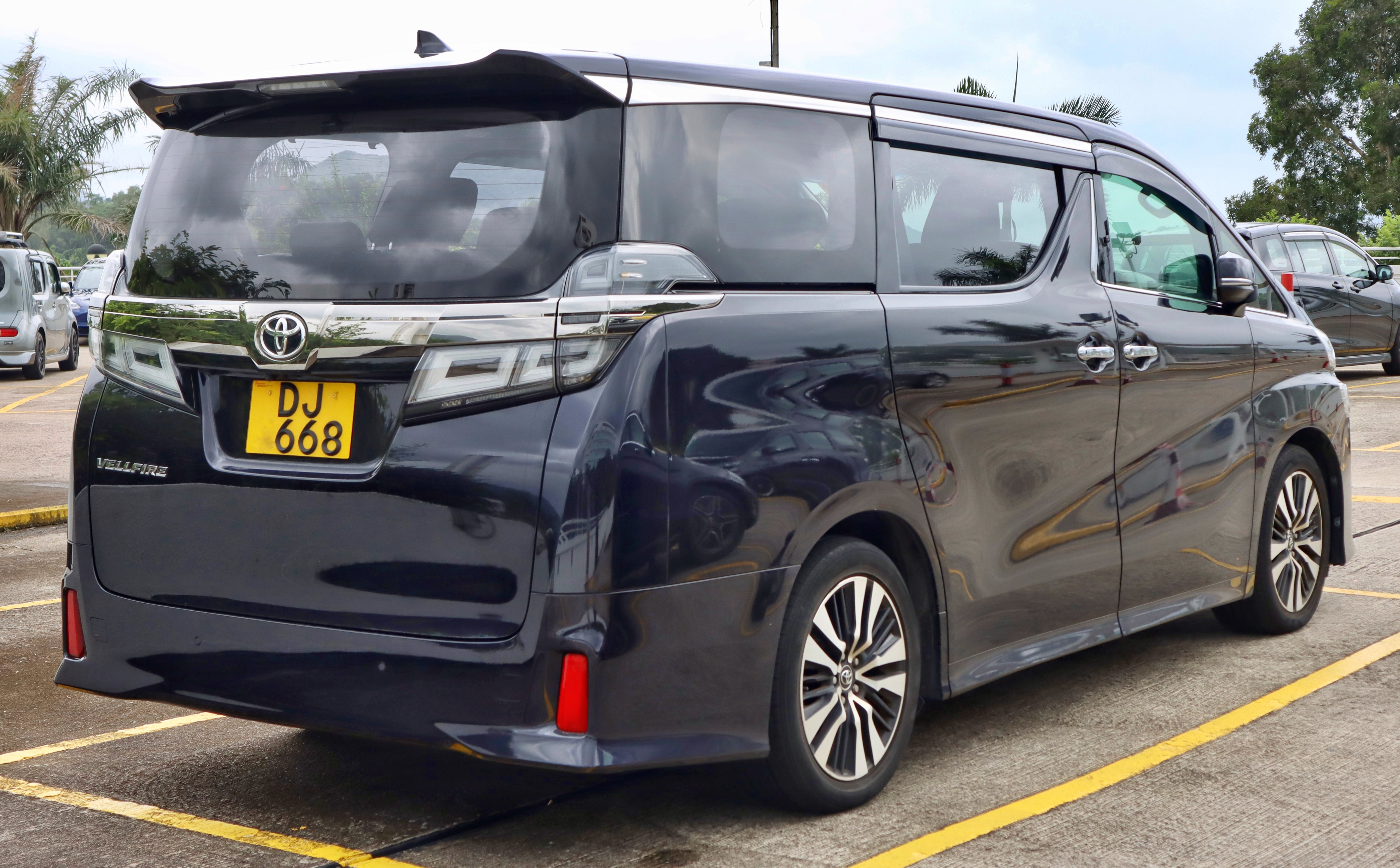
Vellfire Z "G Edition" (2018年款式，香港，后)
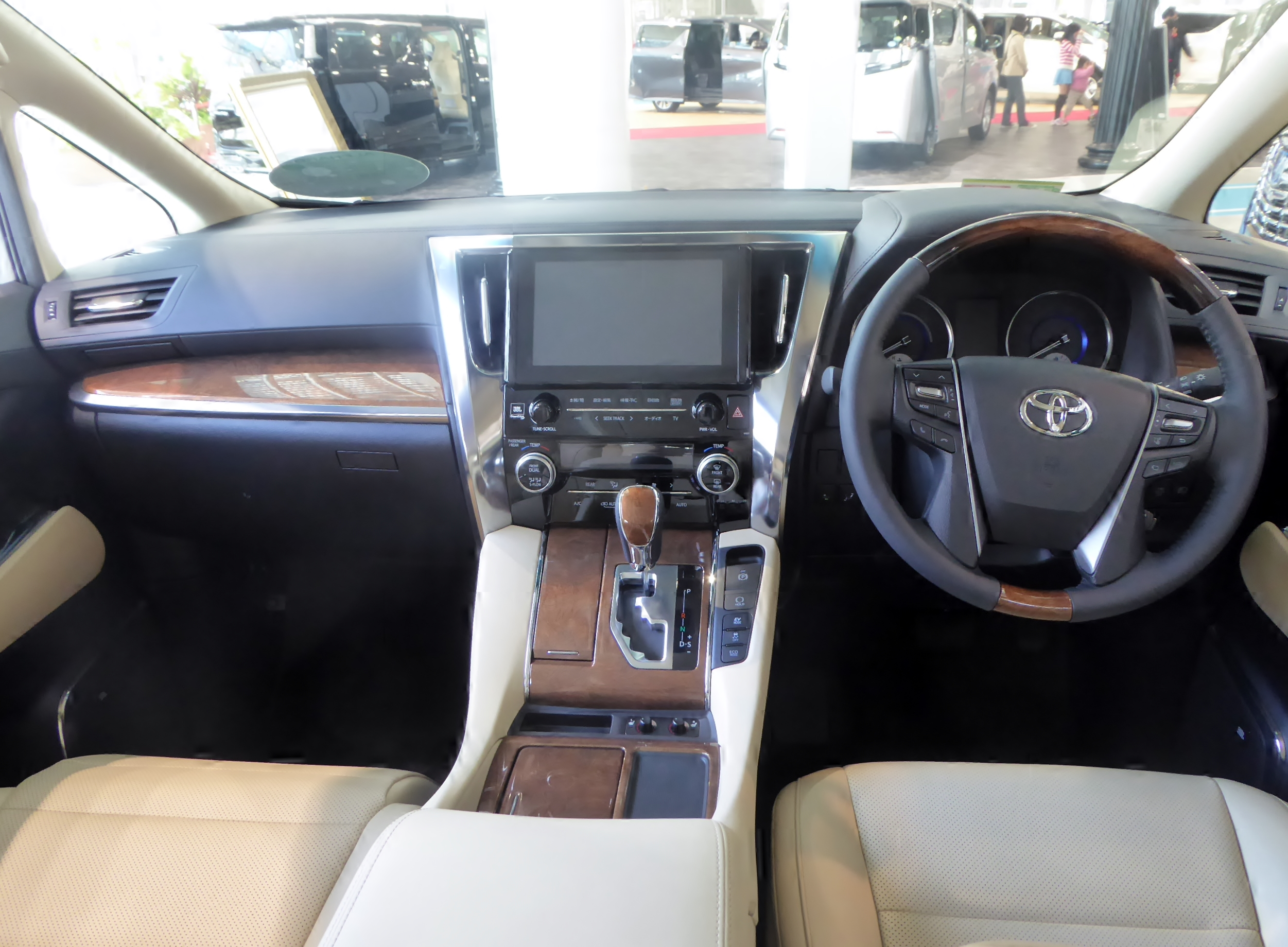
埃尔法内饰（混合动力车型）

## 第四代，AH40（2023年）
第四代Alphard尚未發布時，其雙生車型—第二代凌志LM於2023年4月18日在上海国际汽车工业博览会上亮相，並首度於日本和亞太地區發售。引擎為2.5升直列四缸自然進氣（代号A25A-FXS）和2.4升直列四缸渦輪增壓（代号T24A-FTS），均屬於混合動力，搭載Direct4電動四輪驅動。

## 凌志LM

### 第一代

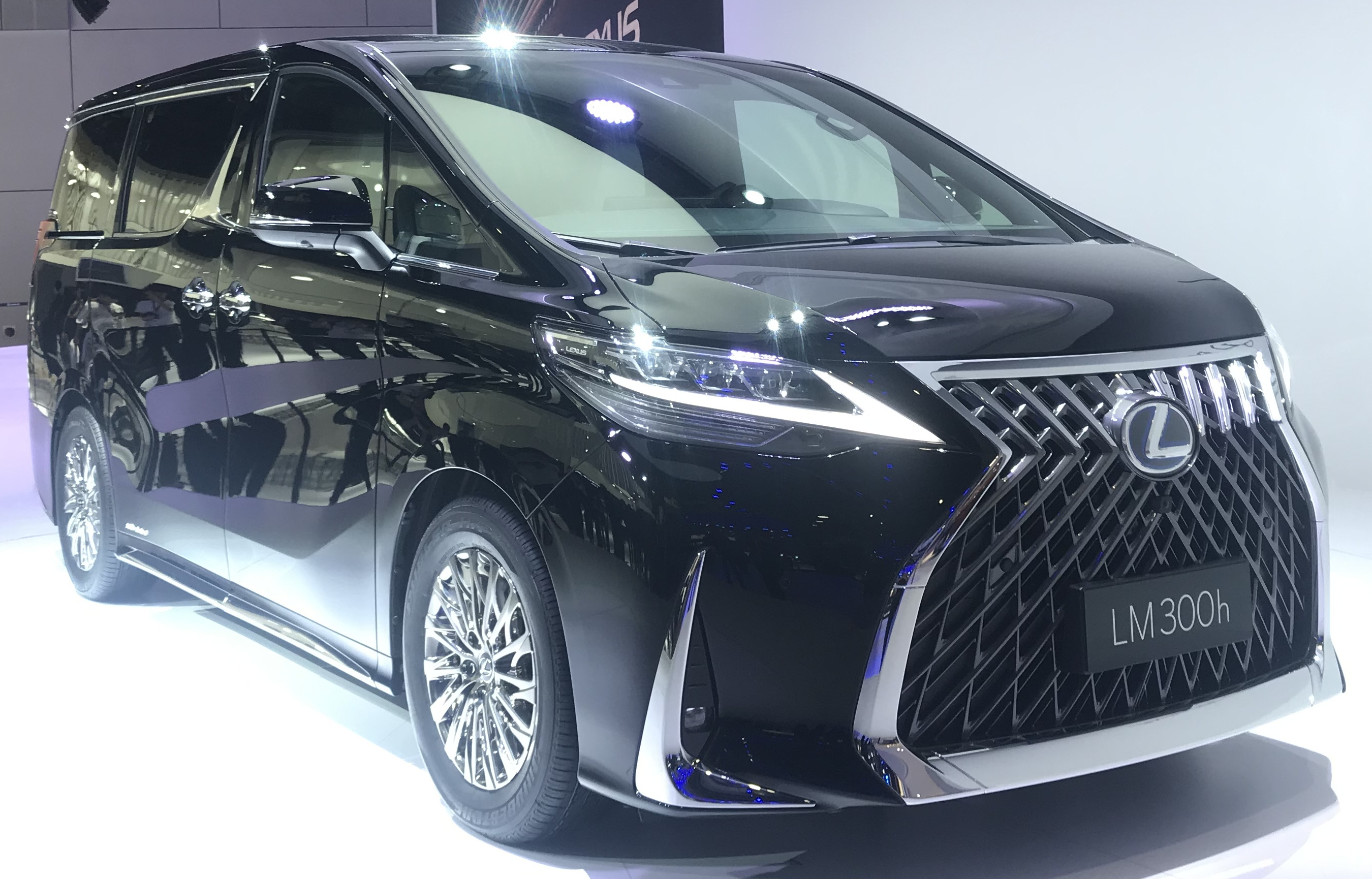
第一代 凌志LM（前）
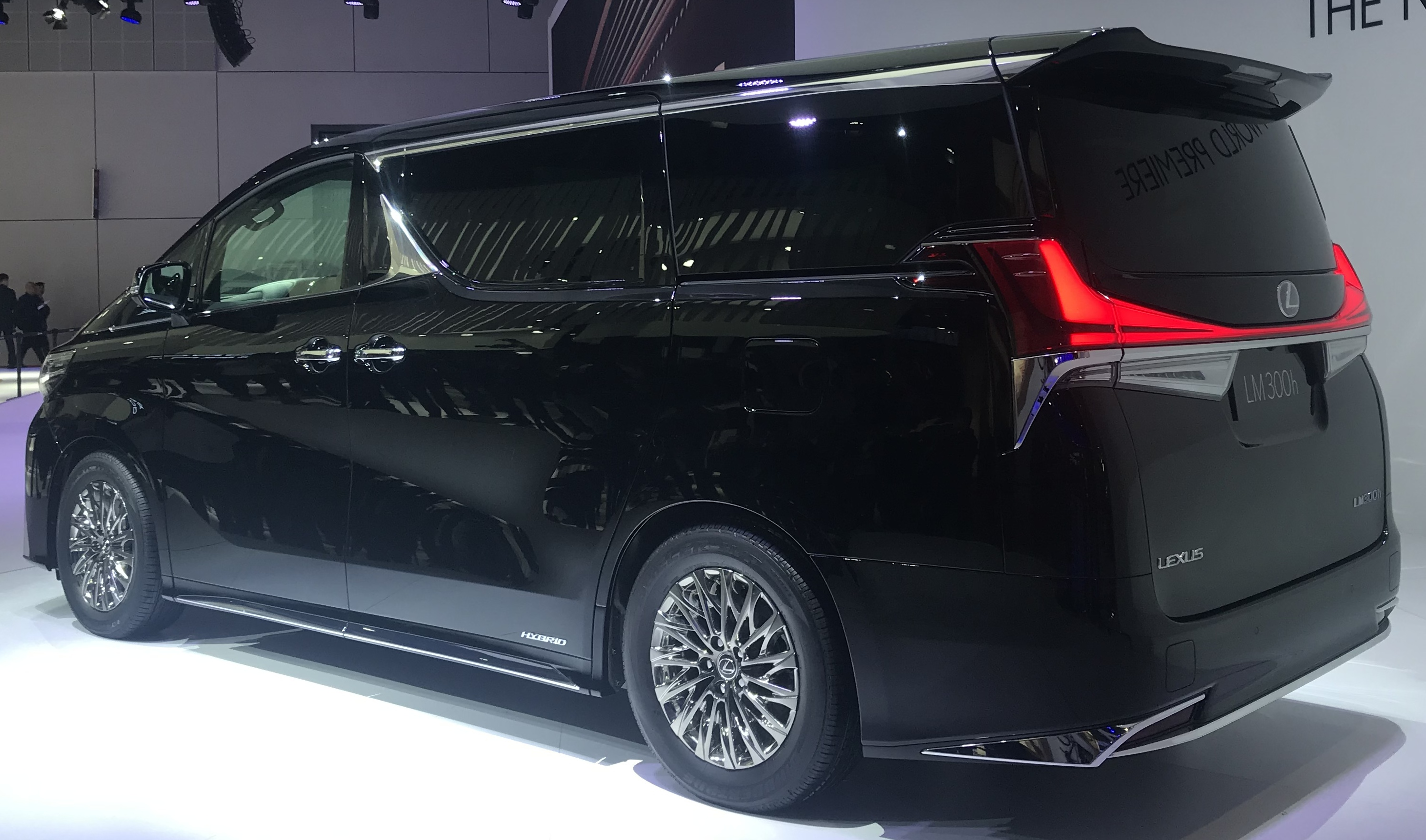
第一代 凌志LM（后）

凌志LM於2019年4月16日在第18屆上海国际汽车工业博览会上亮相。 是凌志第一代豪華MPV、LM为“Luxury Mover”的缩写。
LM的外型比Alphard稍長，具有更堅固的結構部件，以及其他隔音元素。 設有兩種座位配置，可选2.5升直列四缸引擎（代号2AR-FXE，LM300h款式）或3.5升V6引擎（代号2GR-FXE/2GR-FE，LM350款式），底盘方面首度使用迴轉閥技術。
首批凌志LM於2020年2月24日起在中國大陸發售，其他銷售地區包括香港、澳門及台灣和東南亞，這代LM沒有在日本公開發售，只能由海外輸入。

### 第二代

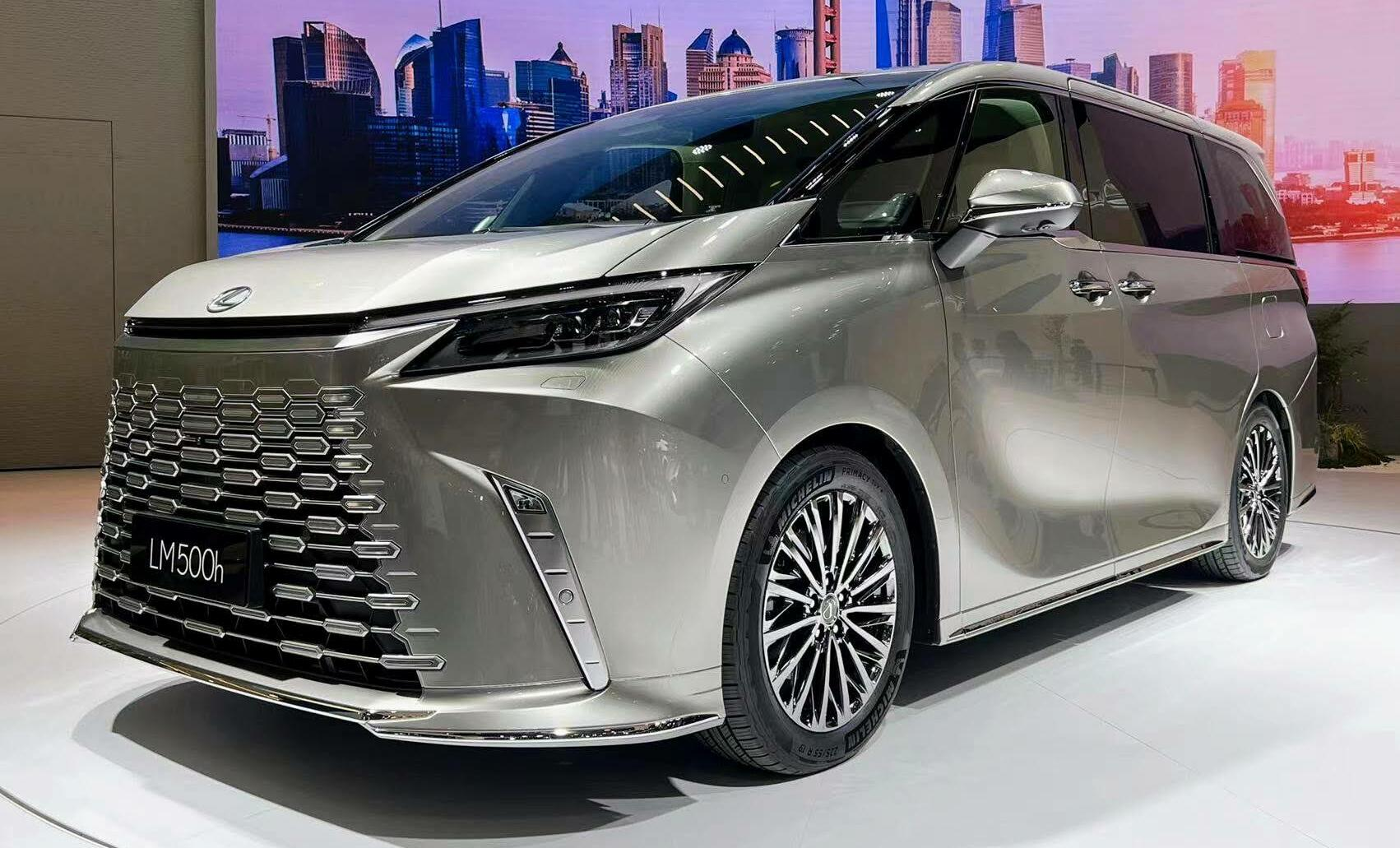
第二代 凌志LM（前）
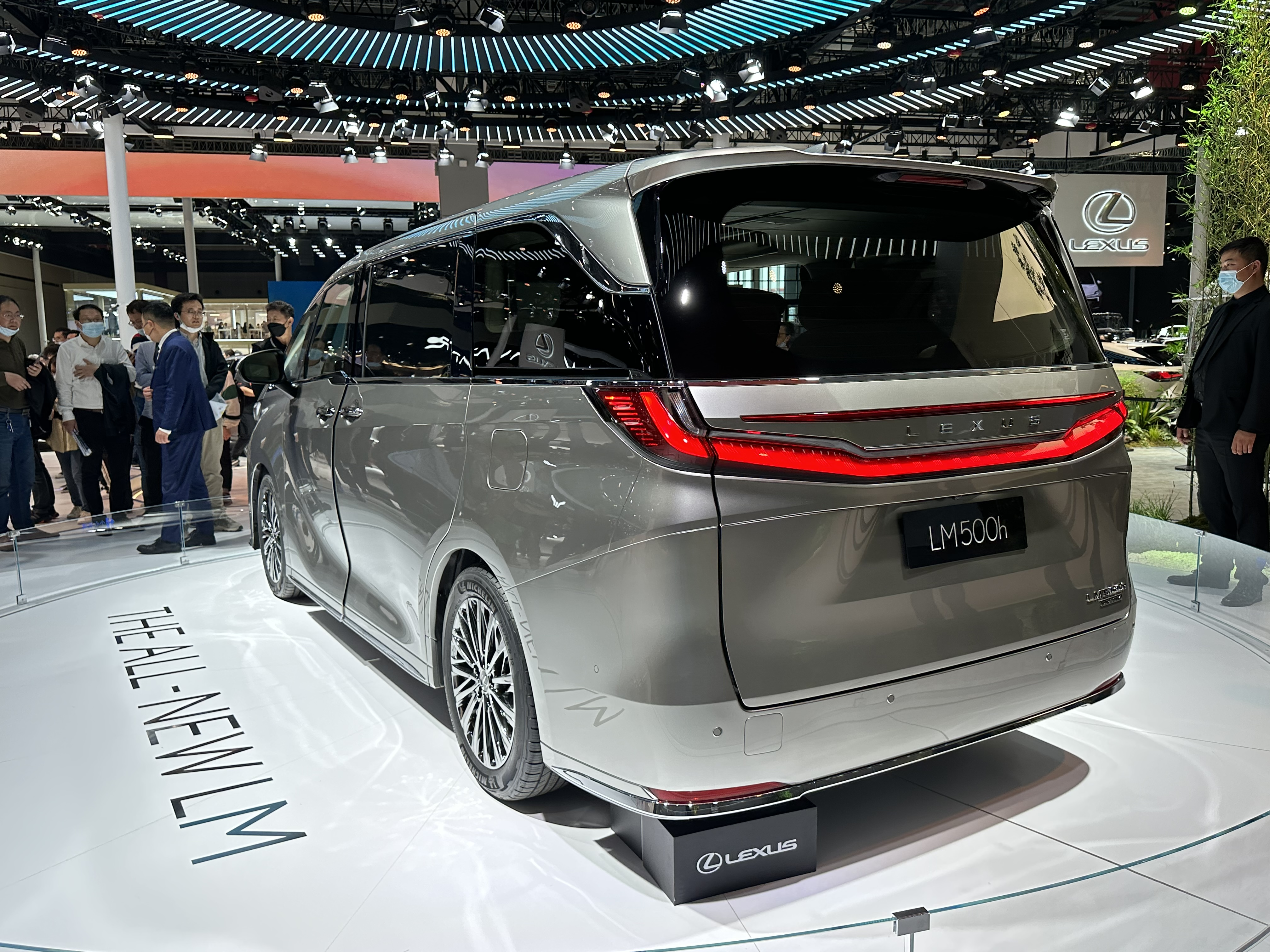
第二代 凌志LM（后）

第二代凌志LM於2023年4月18日在上海車展首次亮相。  該車型與Alphard/Vellfire的距離更遠，具有不同的車身和單獨的車型代碼。
車型專門作為混合動力汽車銷售，放棄了先前車型的傳統汽油車型，只有汽油混合動力版本。
將提供兩種車型：350h和500h，均配備Lexus Direct4電動四輪驅動系統。它將提供4座、6座和7座三種配置，以及黑色、白色、米色和紅色 4 種外觀顏色。憑藉新一代產品，第二代LM首次在多個國家推出，包括日本、亞洲、歐洲和澳洲，從而擴大了其供應範圍。

## 外部連結
- 官方网站 (Alphard)
- 官方网站 (Vellfire)
- 官方网站 (Lexus LM)